# Сюник

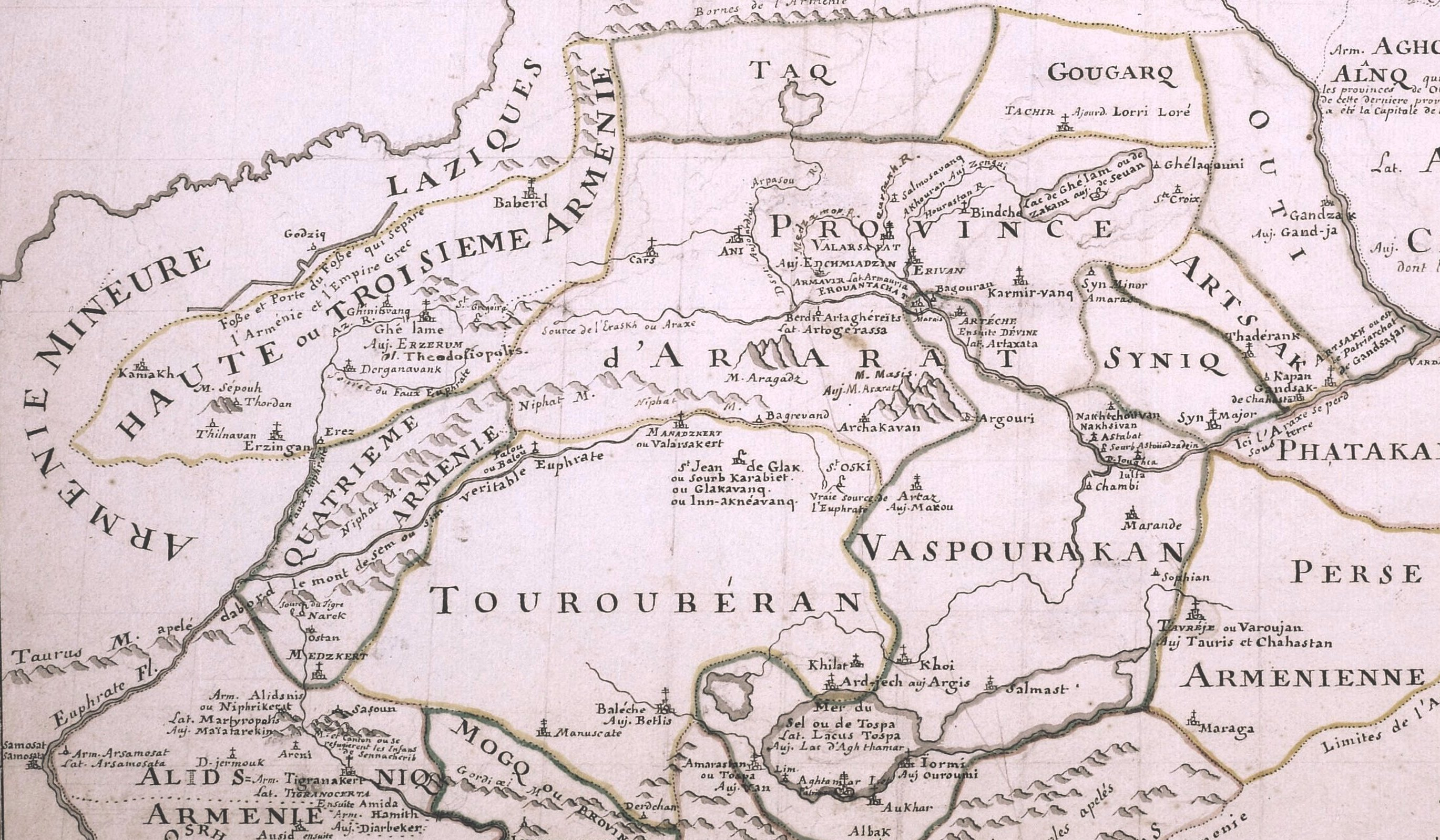
Сюник на карте Армении, изд. 1788 год

Сюни́к (арм. Սյունիքо файле [sjuníkʰ]; грабар Սիւնիք (Siwnikʻ)), Сисака́н (арм. Սիսական) — историко-географический регион Армении, расположенный в восточной части Армянского нагорья, в древности 9-я провинция (ашхар) Великой Армении. Южная часть Сюника начиная со Средневековья также известна как Зангезур.

## Историческая география

Роберт Хьюсен. Сюник в VII—XI вв.

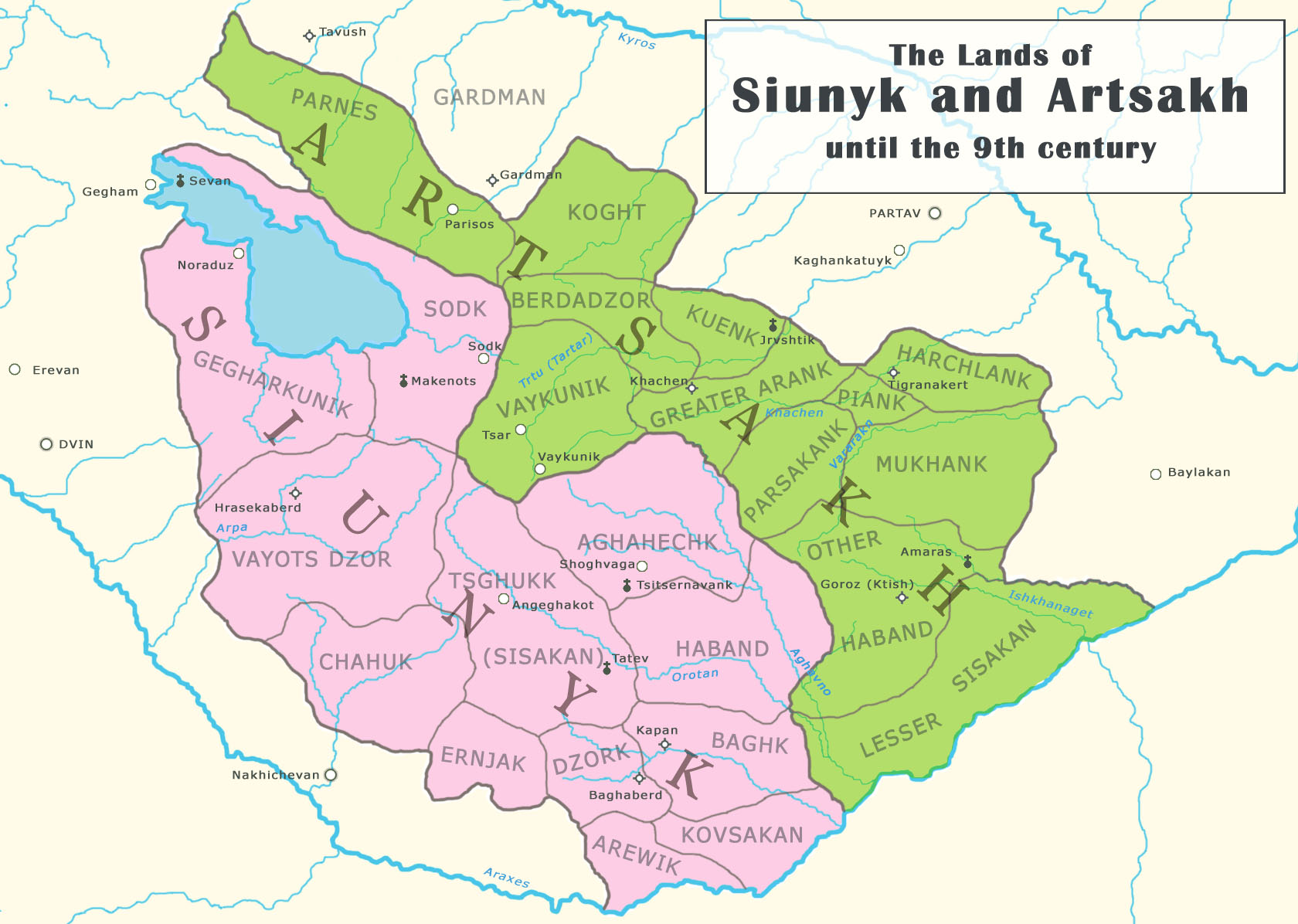
Сюник и Арцах до IX в.

Сюник представлял собой большую область на востоке исторической Армении. На западе и северо-западе Сюник граничил с провинцией Айрарат, на востоке естественная граница между Сюником и Арцахом проходила вдоль реки Акера (левый приток Аракса). На северо-востоке Сюник граничил с землями, непосредственно прилегающими к Гандзаку, на юго-западе  — с гаваром Нахджаван провинции Васпуракан. На севере в состав Сюника входили области Гегаркуник и Сотк, прилегающие к побережью озера Севан. На юге территория Сюника простиралась до реки Аракс.
Согласно Ашхарацуйцу (VII век), Сюник делился на 12 административно-территориальных районов — гаваров:

«9. Сюник, к востоку от Айрарата, между Ерасхом (Араксом) и Арцахом, имеет 12 областей: 1. Ернджак, 2. Чагук, 3. Вайоц-дзор, 4. Гелакуни с морем, 5. Сотк, 6. Агахечк, 7. Цгак, 8. Габанд, 9. Багк или Балк, 10. Дзорк, 11. Аревик, 12. Кусакан. В этой провинции растут: мирт, герери (?) и гранат. В ней много гористых местностей»— Ашхарацуйц
В латинских источниках Равенской космографии (Италия, 700 год) Сюник называется Сианиа Кавказорум (Siania Caucasorum). В грузинских источниках упоминается как Сивниети, в арабских источниках — Сисаджан, а крупнейшая область Вайоц-Дзор — Вайзур. Область Сотк упоминается у Птолемея как Содукена (др.-греч. Σοδουκην) в сообщении «Области Армении в части, заключающейся между реками Евфратом, Киром и Араксом, суть следующие: у Мосхийских гор — Котарзенская, выше так называемых бохов; вдоль реки Кира — Тосаренская и Отенская; вдоль реки Аракса — Колтенская и ниже её Содукенская; у горы Париадра — Сиракенская и Сакасенская».
Территория ≈ 15 237 км². Достаточно подробную карту этой исторической провинции Армении составил Роберт Хьюсен.

## Происхождение названия
Согласно арменоведу Армену Петросяну, топоним Siwnik' (Сюник) связан с именем анатолийского бога солнца Siwini (Шивини).
По мнению американского историка Джеймса Рассела, название провинции «Сисакан» происходит из иранского собственного имени «Сис» и в сочетании с иранским окончанием «кан» означает «благородный домен».
Более поздняя форма именования юга Сюника — Зангезур — этимологически связана с названием крепости Дзагадзор (ныне деревня рядом с Горисом). Со временем название Дзагадзор у соседних персов превратилось в Зангезур (в персидском языке отсутствует звук «дз»). В литературе упоминается также возможная связь названия Зангезур с ещё одним топонимом — ущельем Цакедзор (арм. Ծակեձոր, от армянского «цак» — дыра, «дзор» — пропасть, ущелье), располагающимся к северо-западу от Гориса в долине реки Горис.

## Исторический очерк

### Античность. Великая Армения
В период правления Ахеменидов Сюник, предположительно, входил в состав сатрапии Мидия Персидской империи. А после смерти Александра Македонского, по-видимому, оставался в составе Мидии Атропатены. 

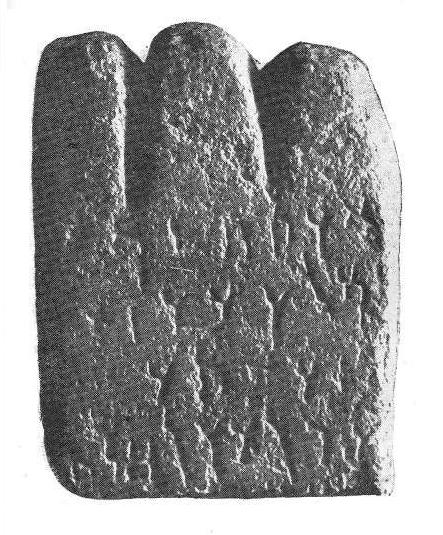
Делимитационные камни царя Арташеса I-го (189—160 года до н. э.), найденные в Сюнике

Великая Армения в I—IV веках, по карте-вкладышу ко II тому «Всемирной истории» (М., 1956) (Заштрихованы земли Великой Армении, отошедшие от неё к соседним государствам после раздела в 387 году). В центре Марзпанская Армения V—VIII века

С 189 года до н. э. Сюник находился в составе Великой Армении, которой правили представители династии Арташесидов, а в I—IV веках н. э. — династии Аршакидов. По мнению Роберта Хьюсена, под областью Фавнитис, которую, согласно Страбону, основатель Великой Армении Арташес I отвоевал у мидийцев, имелся в виду Сюник, а фонетическое несоответствие объясняется ошибкой писца, неправильно скопировавшего название Савнитис, обозначавшее Сюник. На территории Сюника обнаружены надписи царя Арташеса I на арамейском языке.
По меньшей мере начиная с III века н. э. Сюником правили представители древнеармянской династии Сюни, называвшие себя потомками легендарного предка армян Хайка. Это предание пересказано в «Истории Армении» историка V века Мовсеса Хоренаци:

«А в восточном краю, вдоль границ армянской речи (он назначает) двух наместников-десятитысячников, из среды родовладыческих домов Сисакеанов и Кадмеанов…»— Мовсес Хоренаци, «История Армении»
Сюник являлся одним из сильнейших нахарарств древней Армении. Об этом свидетельствуют сохранившиеся древние документы. Так, согласно «Зоранамаку» — государственной грамоте, упорядочивающей количество и распорядок воинских сил в древнеармянском государстве, — во время войны ашхар Сюник выставляла конницу, насчитывавшую 9400 всадников. Согласно «Гахнамаку», списку княжеских родов в древнеармянском государстве, сюнийский князь занимал первый ранг среди армянской аристократии при царском дворе.
В начале IV века Сюник, как и вся Армения, был обращён в христианство. Сюникские князья вместе с другими армянскими вельможами сопровождали Григория Просветителя в Кесарию для рукоположения.
После раздела Великой Армении в 387 году, Сюник остался частью вассального Армянского царства. Раздел армянского государства между Византией и Персией резко сократил территорию Армении (при этом соседние с Сюником провинции Арцах и Утик были переданы в состав Албанского царства) и одновременно привёл к распространению армянского этноса на северо-восток, в сторону Сюника и далее Кавказской Албании, чему способствовали разноплемённость этой области Закавказья и слабая связь между населяющими её племенами, которые ввиду этого, относительно быстро подвергались ассимиляции. Большую роль в этом процессе сыграла и христианизация Армении и Албании. Сo второй половины 390-х годов великий армянский просветитель и учёный Месроп Маштоц осуществлял просветительскую деятельность в гаваре Ернджак провинции Сюник, а после создания в 406 году армянского алфавита с помощью князей Вагинака и Васака Сюни, он открыл здесь первые школы, в которых обучал учеников новой армянской письменности:

«Вслед за тем он выехал в край Сюнакан, граничащий с (Голтном). Там с боголюбивой покорностью принял его ишхан Сюника, по имени Вагинак. Большую помощь получил он (Маштоц) от него в осуществлении поставленного перед собой дела, пока не объездил все пределы Сюника»— Корюн, «Житие Маштоца»
Об этом пишет также историк Сюника Степанос Орбелян.
С 428 года после ликвидации Армянского царства Сюник входил в состав Армянского марзпанства. В 440-х годах Сасаниды назначили сюникского князя Васака Сюни марзпаном (правителем) всей Армении. В Аварайрской битве (451) Васак Сюни не поддержал армянские войска под предводительством Вардана Мамиконяна и перешёл на сторону персов, что предопределило их победу. Вероятно, с этого же времени роду Сюни поручается и охрана Дербентского прохода, что ещё больше усилило позиции сюникских князей.

### VI—IX века

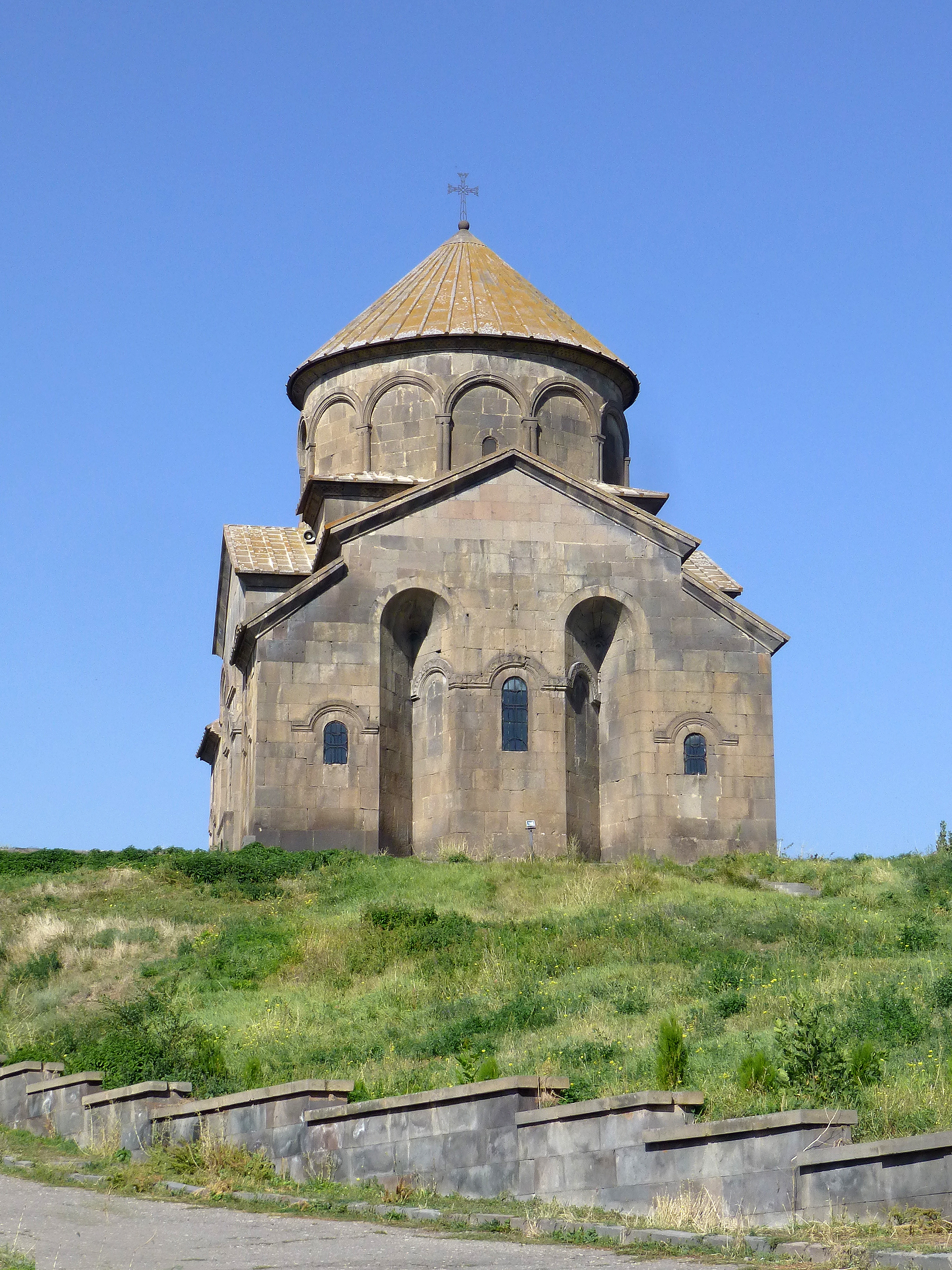
Церковь Сисаван, VII век, Сисиан

Князья рода Сюни входили в число наиболее влиятельных армянских династий. При этом, как указывает исследователь Тим Гринвуд, в армянских источниках Сюник зачастую представляется как владение вероломных князей, чья преданность «армянскому делу» изначально вызывала сомнения. Так, в 571 году накануне восстания в Армении, вызванного гонениями марзпана Сурена, владетель Сюника Ваган Сюни, не пожелав присоединиться к восстанию, отложился от Армении и перешёл в состав другой провинции Персии — Адурбадагана (имевшего тогда ещё ираноязычное население). Такое административное подчинение сохранялось до 640-х годов.

«За несколько времени перед этим возмутился и отделился от Армян Ваган, князь страны сюнийской, и просил у персидского царя, Хозроя, позволения — перевести управление сюнийской области из Двина в город Пайтакаран и перевести город в шахрмар атрпатаканский, чтоб им более не называться именем армянским. Просьба его была исполнена»— Себеос, «История императора Иракла»
Роберт Хьюсен относит Сюник к той категории армянских княжеств, которые располагали значительной территорией и достаточным войском, чтобы не чувствовать себя зависимыми от централизованной власти. В то же время близость к Персидской империи и, соответственно, более высокий риск подвергнуться персидскому вторжению, склоняли князей Сюника, в случае необходимости, к поддержке персидского шаха против армянских царей.
Будучи окраинным районом исторической Армении, в VI—VII веках Сюник ещё не был полностью арменизирован. Процесс арменизации Сюника и части исторической Албании завершился, по-видимому, уже в позднесасанидскую и арабскую эпохи, однако в этот период здесь также увеличивается удельный вес населения иранского и семитского происхождения. Вопрос о том, в какой степени в этот период Сюник воспринимал себя армянской провинцией, остаётся открытым — как сообщает Захарий Ритор, в VI веке в Сюнике говорили на своём собственном языке.

«Сисган также земля со [своим] языком и верующим народом, но живут в ней и язычники»— Захарий Ритор, «Хроника»
В то же время Мовсес Хоренаци локализует владения князей Сюни «в восточном краю, вдоль границ армянской речи». Учёный и богослов митрополит Сюника Степанос Сюнеци на рубеже VII—VIII веков сообщает о наличии сюникского диалекта армянского языка:

«И также /следует/ знать все окраинные диалекты своего языка…и сперский, и сюнийский, и арцахский, а не только срединный и центральный…».— Степанос Сюнеци, «Толкование грамматики»
В 591 году в результате ирано-византийского договора, Сюник вместе с некоторыми другими областями Армении был признан частью государства Сасанидов.
С наступлением периода арабского владычества в начале VIII века армянский Сюник вместе с Восточной Грузией и территорией бывшего иранского марзбанства Албании вошёл в состав одного из регионов наместничества Арминийа — Арминийа I.
С 821 года большая часть Сюника принадлежала сюзерену Васаку Сюни. В том же году Сюник подвергся нападению арабских войск, однако князь Васак, обратившись за помощью к хуррамитскому предводителю Бабеку, смог очистить край от арабов. В последовавшей войне с хуррамитами (826—827) были опустошены гавары Балк (юг Сюника) и Гегаркуник (прилегающий к озеру Севан). После смерти Васака Сюником правили его сыновья Филипэ и Саак. Первый из них стал владетелем восточного Сюника и Вайоц-Дзора, второй — владетелем западного Сюника и основателем рода Хайказун, правившего Гегаркуником
В 831—832 годах Сюник участвовал в восстании против арабского наместника Хола. В 853 году провинция подверглась нашествиям арабского военачальника Буга, а сюникские князья Васак Ишханик и Ашот были взяты в плен и высланы в Самарру. До возвращения Васака Ишханика, сюзереном всего Сюника был князь Гегаркуника Васак Габур: «В это время ишханац ишхан Ашот поставил ишханом Сюника, оказав ему царские почести, Васака Хайказна, прозывавшегося Габуром…».
Накануне восстановления централизованного армянского государства, Сюник представлял собой одно из трёх крупнейших политических объединений Армении (наряду с владениями Арцруни и Багратуни).

### Багратидская Армения. Сюникское царство

Сюник в начале XI века

Род Сюни поддержал основателя армянского царства Багратидов Ашота I в его восхождении на царский трон, признав его главенство над Сюником. В 875 году сюникские князья Григор Супан II и Васак Ишханик приняли участие в собрании армянской знати, созванном по инициативе Геворга II Гарнеци, которое предложило халифу возвести Ашота I на армянский трон. Васак Ишханик признал вассальную зависимость от князя князей Ашота Багратуни. Иоанн Драсханакертци писал в начале X века:

«Однако Васак, великий ишхан Сюника, который ласкательно прозывался Ишханик, подчинялся ишханац ишхану Ашоту с неизменным благоразумием, молчаливой скромностью и весьма охотно; он внимательно прислушивался к его советам как к закону, храня их всегда в своём сердце»— Ованес Драсханакертци, «История Армении»
В 885 году Сюник вошёл в состав воссозданного Армянского царства. В начале X века арабский автор Истахри сообщает, что Сисаджан находится на пути из Бардаа в Двин, в армянских землях, «в царстве Санбата, сына Ашута». Византийский император Константин Багрянородный свои официальные письма адресовал «князю Сюника — в Армению, князю Вайоц-Дзора — в Армению».
В начале X века сюзерены Сюника пытались завладеть соседним гаваром Нахиджеван. В 904 году царь Смбат I, желая ослабить княжество Васпуракан, передал Нахчаван Сюнику. По побуждению Арцрунидов, правителей Васпуракана, саджидский эмир Юсуф в 909 году напал на Армению и, подвергнув разрушениям селения и крепости по всему Сюнику, присоединил к своим владениям область Ернджак.
После смерти сюзерена Ашота (ок. 909), Сюник был разделён на два княжества между его сыновьями. Князь Смбат получил западный Сюник — Вайоц-Дзор и Шаапонк (Чагук), а его брат Саак — восточную часть — область Балк, вдоль реки Акера. В правление царя Ашота II северная часть Сюника, прилегающая к озеру Севан (севернее Варденисского хребта), была присоединена к владениям Багратидов.
В 970—980-х годах политический центр области начал перемещаться на юг (в гавар Балк), при этом, права сюзерена достались князю Смбату (внуку Ашота Сюни). Последний, используя ослабление централизованного армянского государства, в 987 году провозгласил Сюник самостоятельным царством: «Короновали того прекрасного мужа, армянина Смбата — владыки Сюника» — пишет Степанос Орбелян. Через год, однако, он был вынужден признать вассальную зависимость от анийских Багратидов. Как до, так и после образования вассального Сюникского царства, владыки этой области принимали участие во всех военно-политических событиях армянского государства (974 г., 988 г., 1003 г., 1040 г.) и оставались верными союзниками Багратидов. В начале 990-х годов царь Гагик I в процессе объединения армянских земель под централизованной властью, присоединил к собственно Анийскому царству княжеские владения Вайоц-Дзора и ряд других областей Сюника. Современник событий Степанос Таронаци пишет:

«В самый день смерти Сембата воцарился брат его Гагик зимою 989 года в городе Ани. Он завладел большим числом крепостей и округов в пределах Вайоц-дзора, Хачена и Парисоса…»— Степанос Таронаци, «Всеобщая История»

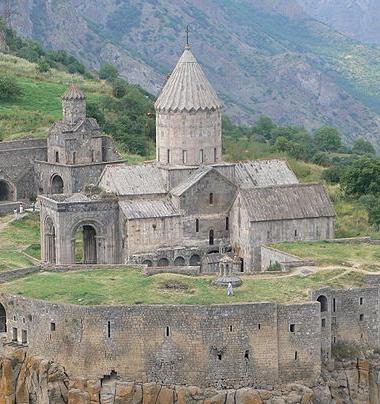
Татев, кафедральный собор Погос-Петрос, построен в 895—906 годах сюзереном Ашотом, князем Гегаркуника Григором Хайказун и князем Балка Дзагиком.

Сюникское царство достигло наивысшего расцвета при Васаке и Смбате II, в первой половине XI столетия, став суверенным в 1045 году, с падением Анийского царства. В середине XI века, с началом вторжения сельджукских войск под предводительством Алп-Арслана, Сюник наряду с Таширом, в отличие от большинства остальных областей Армении, не подверглись завоеванию. После смерти (ок. 1072 года) Григора I, последнего представителя династии Сюни, не оставившего детей, царём Сюника становится Сенекерим, власть которого была утверждена сельджукским султаном Мелик-шахом. Вскоре, однако, Сенекерим был убит, предположительно, шеддадидским эмиром, как пишет средневековый историк, последний «…обманом умертвил армянского царя Сенакарима и взял страну Сюнийскую». После этого территории Сюника, как и ряд других областей Армении, стали постепенно переходить под контроль сельджуков. С наступлением 1103 года, сельджуки под командованием Чортмана разрушили столицу царства город Капан. В 1104 году они захватывают крепость Воротан, а через год — Бген. Степанос Орбелян пишет об этом:

«Густой мрак овладел армянским народом. Впали в тяжёлое горе все церкви Армении и христианство. Но Багаберд, Геги, Какаваберд, Шлорут, Карчеван, Мегри, Грхам сохранились за внуками Ашота — царя Григора и Смбата»Оригинальный текст (арм.).. և խաւար թանձրամած կալավ զազգս Հայաստանեայց. եւ սուգ անհնարին զգեցան ամենայն քրիստոնեայք և եկեղեցիք Հայոց. բայց մնացին Բաղաբերդ եւ Գեղի, Կաքաւաբերդ, Շլորուտն, Կարճևան, Մեղրի, Գրհամ առ Գրիգորոյ թագավորի եւ Սմբատայ` թոռանց Աշոտոյ որք էին անզավակ:— Степанос Орбелян, «История области Сисакан»
В 1126 году город Капан и область Аревик подверглись опустошению войсками Харон амира. В 1152 году сельджуки захватили крепость Шлорут, а в 1157 году — крепость Мегри. В 1166—1169 годах сельджукский атабек Шамс ад-Дин Ильдегиз присоединяет к своим владениям крепости и замки Грхам, Гехи, Какаваберд и Ккноц. В 1170 году была захвачена крепость Багаберд, где было сожжено более 10 тысяч армянских рукописей, а вместе с тем, закончилась и история армянского царства в Сюнике — «Таким образом угас там и этот светильник; и началось господство Парсов», — пишет историк XIII века Вардан Аревелци.
Сельджукские нашествия нанесли катастрофический удар по армянскому этносу. До вторжения сельджуков в Сюнике насчитывалось около 1000 селений, тогда как к концу XIII века эта цифра снизилась на треть.

### Сюникское княжество. Армения в XIII—XV веках
Начиная с конца XII века армянская знать, объединив свои усилия с Грузинским царством и опираясь на поддержку армянского населения, приступила к изгнанию сельджуков из Восточной Армении и большей части Центральной Армении. Уже в 1196 году был освобождён Гегаркуник. В 1211 году армяно-грузинские войска под командованием Закаре и Иване Закарянов освобождают от ига сельджуков весь Сюник. Историк Сюника Степанос Орбелян (XIII в.) пишет: «Они большими усилиями освободили нашу страну Армению от ига персов… в 660 (1211) году освободили Сюник, Воротн, Бхен.». Другой историк того же столетия, Киракос Гандзакеци, дополняет:

«…они отличились большой отвагой в боях: завоевали и взяли себе множество областей армянских, которыми владели персы и мусульмане, — гавары, расположенные вокруг моря Гегаркуни, Ташир, Айрарат, город Бджни, Двин, Анберд, город Ани, Карс, Вайоцдзор, область Сюнийскую и близлежащие крепости, города и гавары»— Киракос Гандзакеци, «История Армении»

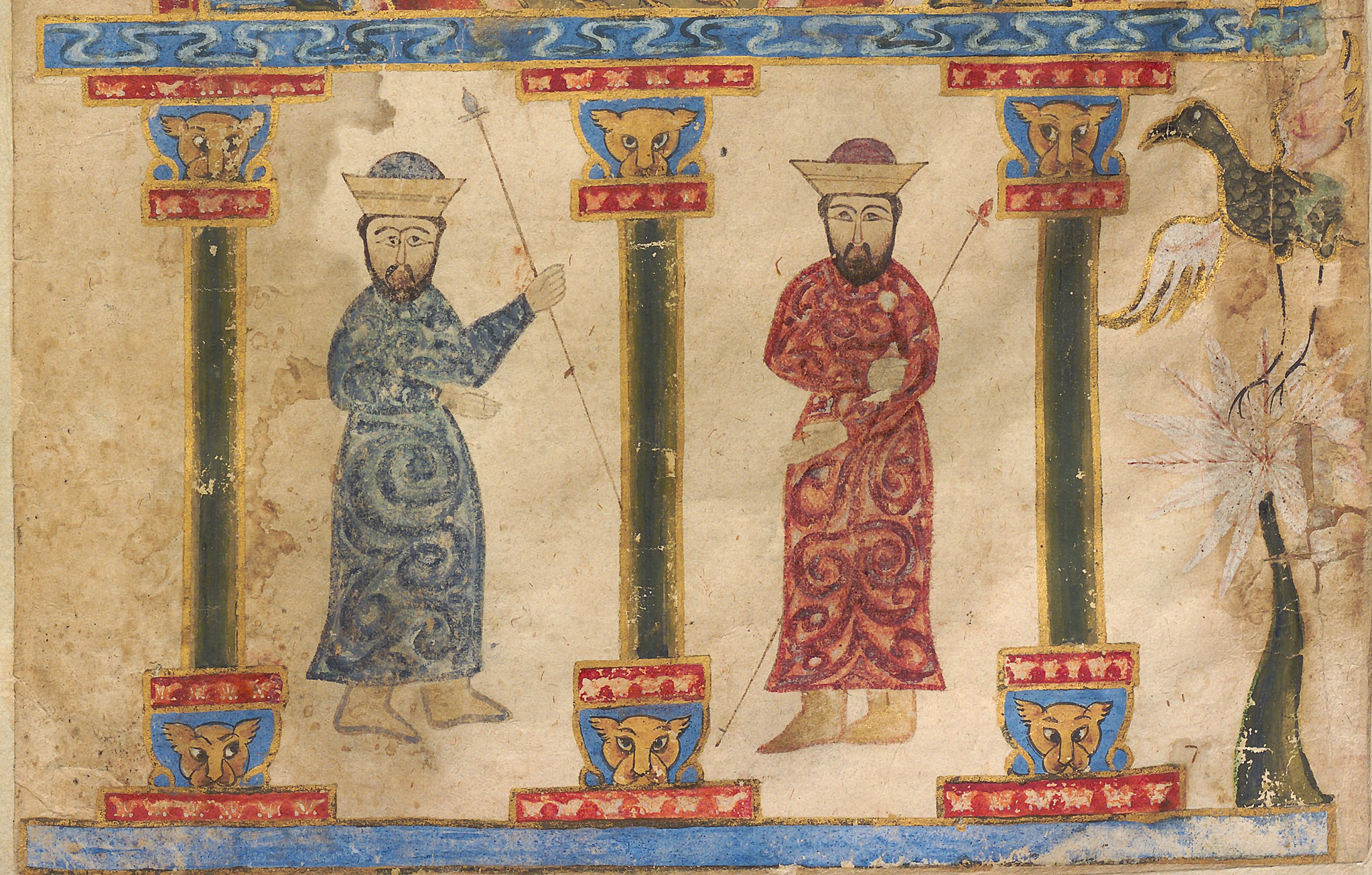
Бугта и Буртел Орбеляны, рукопись 1306 года

После освобождения области здесь появились два княжеских дома — Орбеляны и Прошяны (Хахбакяны), ставшие вассалами Закарянов. Основатели этих династий получили свои владения за заслуги в войнах с сельджуками. Сюникскую ветвь Орбелянов основал Липарит, сын Эликума, а династию Хахбакянов — Васак, происходящий из соседней армянской области Хачен. По выражению историка XIII века Киракоса: «И были они родом из Хачена, знатного происхождения, по вере православные христиане и армяне по национальности». Воцарившись в Сюнике, Орбеляны входят в число влиятельных княжеских домов Армении, а освобождение от сельджукской гегемонии способствует культурному развитию края. Власть Прошянов распространялась главным образом на гавары Гегаркуник на юго-западе озера Севан и Вайоц-Дзор с резиденцией в местечке Сркгунк. В 1236 году обе династии вынужденно признают над собой власть монголов, захвативших тогда армянские земли. В 1251 году Смбат Орбелян получает от монгольского двора права инджу. Эти права были сохранены также при хане Хулагу и после него. Земли, которыми владел Смбат Орбелян, простирались до пределов Нахичевани, а владения младшей ветви княжеского дома охватывали побережье Севана. Благодаря полученным привилегиям и неприкосновенности, в этой части Армении складываются сравнительно терпимые условия, что, в свою очередь, способствует улучшению экономической и культурной жизни области. Так, например, здесь действовал Гладзорский университет, являвшийся самым значимым высшим учебным центром своего времени. В то же время, регион становится также главным оплотом национально-государственного устройства на территории всей исторической Армении, где всё ещё сохранялась армянская государственная автономия.
Тарсаич Орбелян (1273—1290), преемник Смбата, сосредоточил в своих руках власть над всем Сюником, включая Вайоц-Дзор и Гегаркуник. При Эликуме Орбеляне (1290—1300), в отличие от остальных частей Армении, в Сюнике был относительный мир. Его наследник, князь Буртел (ок. 1300—1344), правил более четырёх десятилетий, и также способствовал культурному развитию области.

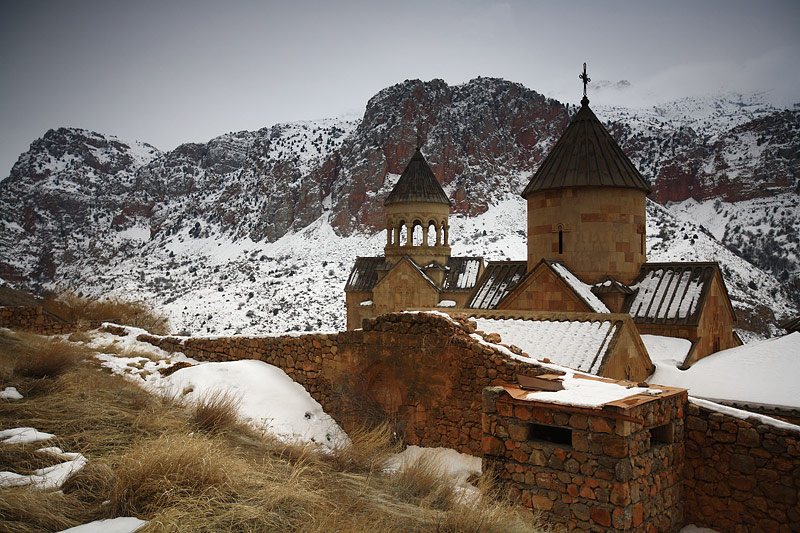
Нораванк, церковь св. Карапет, 1216—1227 гг.

В 1380 году напавший на Армению хан Тохтамыш увёл в плен из Сюника, Арцаха и Парскаайка десятки тысяч армян, а спустя всего несколько лет, в 1387 году, Сюник подвергся нашествиям Тамерлана. Тем не менее к концу XIV — началу XV века, Сюник ещё принадлежал к числу сохранившихся армянских полуавтономных княжеств, где продолжала существовать местная армянская феодальная знать.
В 1403 году сюникские князья Смбат и Буртел Орбеляны были схвачены и высланы в Самарканд, однако вскоре были освобождены и утверждены в своих владениях.
В этот период Сюник попал под власть объединений тюркских кочевых племён Кара-Коюнлу, которых впоследствии сменили племена Ак-Коюнлу. Господство монгольских ильханов и особенно туркменских завоевателей Кара-Коюнлу и Ак-Коюнлу имело крайне тяжёлые последствия: были разрушены производительные силы, часть населения подверглась ограблению и истреблению, уничтожались памятники культуры. Земли отнимались у местного населения и заселялись пришлыми кочевниками, часть армянского населения была вынуждена эмигрировать со своих исторических земель.
В 1410 году предводитель Кара-Коюнлу Кара Юсуф забрал себе владения Смбата Орбеляна. Последний с сыновьями (Иванэ, Бешкен и Шах) был вынужден уйти в Грузию. В 1417 году Иванэ и Бешкен вновь были утверждены в своих владениях. Согласно историку Товме Мецопеци — основному армянскому источнику этого периода, ранние годы правления Кара-Коюнлу были относительно мирными. Этот тихий период, однако, был нарушен с приходом Искандар-хана, который превратил Армению в «пустыню» и подверг её «разрушениям и грабежу». Тем не менее, Искандар-хан делал также попытки примирения с армянами, особенно с феодалами и духовенством. Так, он принял титул «Шах-и-Армен» (Царь армян), а также назначил своим советником армянина Рустама, сына князя Бешкена Орбеляна. В 1425—1430 годы Рустам занимал должность губернатора провинции Айрарат с центром в Ереване. Его власть распространялась до Сюника, где правил его отец, всё ещё сохранявший за собой титул «князя князей».
Однако в 1435 году, во время третьего похода тимурида Шахруха против Кара-Коюнлу, Сюник был опустошён, а Бешкен с 6 тысячами подданных бежал в Грузию, получив от своего тестя (царя Александра) армянский округ Лори.

«…Царь, лицемерно оказав ему почести, дал ему замок Лорийский. Будучи набожным и богобоязненным, он с любовью установил порядки, милостиво и с любовью относился ко всем бедным, призывал и собирал всех. Он почитал и снабжал хлебом, пищей и одеждой всех обращавшихся к нему [людей] из народа армянского. Кровожадный тот зверь безжалостный [царь Алексан] из боязни, порождённой напрасными и ложными сомнениями — как бы все армяне не собрались к нему и тогда разорятся области Иберии, — а особенно доносом злых ишханов, дал ему отраву, через одного мужа из армян…»— Фома Мецопский, «История Тимур-Ланка и его преемников»
При следующем правителе Кара-Коюнлу Джахан-шахе (правил в 1436—1467 годах) феодалы Сюника и Вайоц-Дзора получают контроль над некоторыми областями, и им даже позволяется использовать титул «ишхан». Тем самым, Джахан-шах стремился получить поддержку армян в борьбе со своими врагами. Однако большим авторитетом эти князья уже не пользовались. После гибели Джахан-шаха владения Кара-Коюнлу отошли к их главным соперникам — объединению кочевых племён Ак-Коюнлу. В 1501 году государство Ак-Коюнлу было разгромлено кызылбашами во главе с Исмаилом Сефевидом, основавшим Сефевидское государство, к которому перешли все территориальные завоевания государства Ак-Коюнлу.

### XVI—XVIII века. Национально-освободительное движение
В течение XVI—первой половины XVIII веков Армения и соседние регионы в результате территориальной экспансии Османской империи неоднократно становились ареной войн между Османской империей и Ираном. В этот период обеими армиями опустошались огромные территории Армении, вынуждая армянское население мигрировать, что в итоге приводило к серьёзному сокращению его численности на территориях исторической Армении. Амасийским договором 1555 года, завершившим войну, длившуюся четыре десятилетия, была закреплена принадлежность Восточной Армении сефевидскому Ирану. В 1590 году она отошла к Османской империи, а в 1639 году по условиям договора Каср-э-Ширина — вновь к Сефевидам.

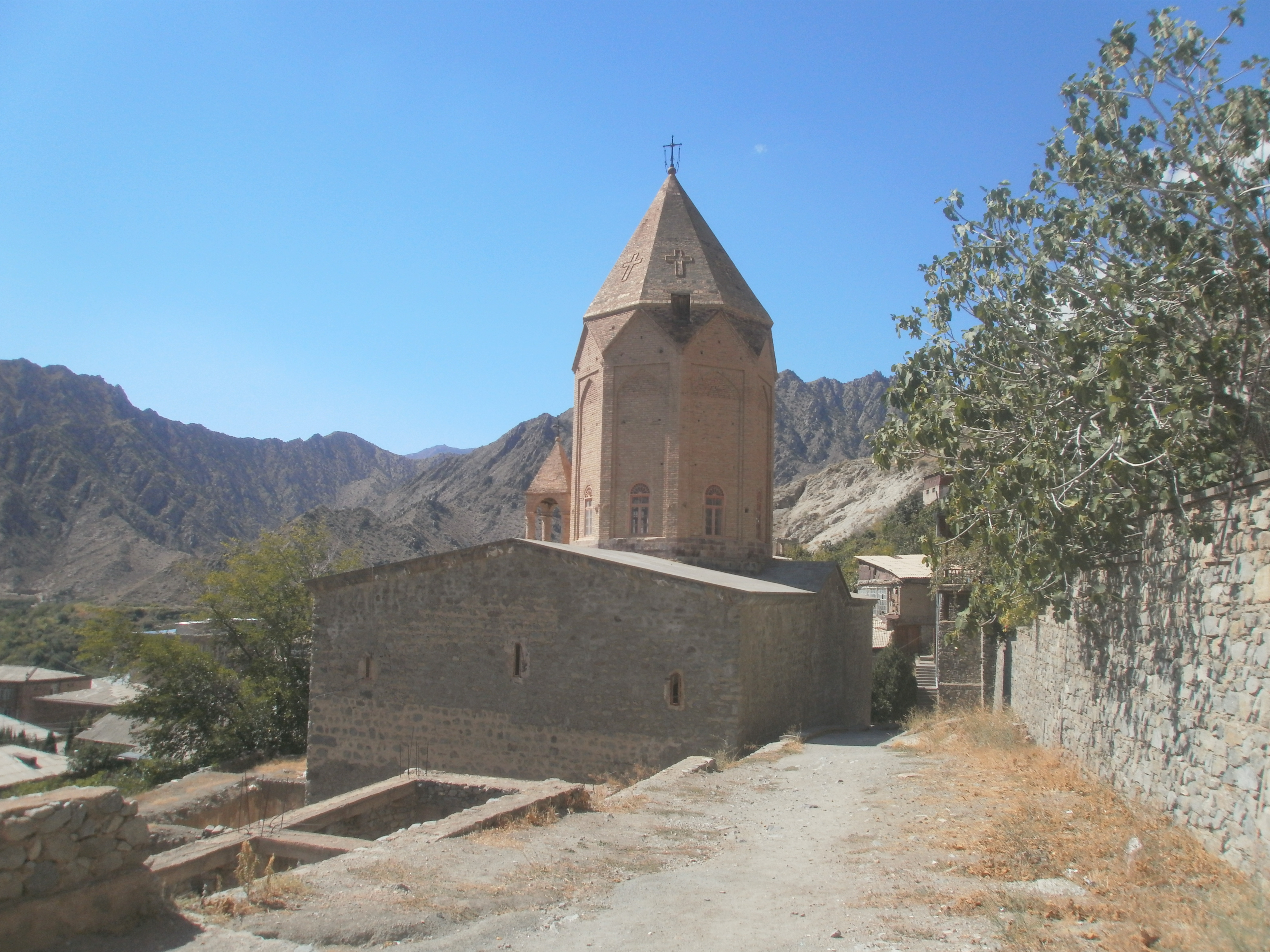
Мегри, церковь Святой Богородицы, 1673 год

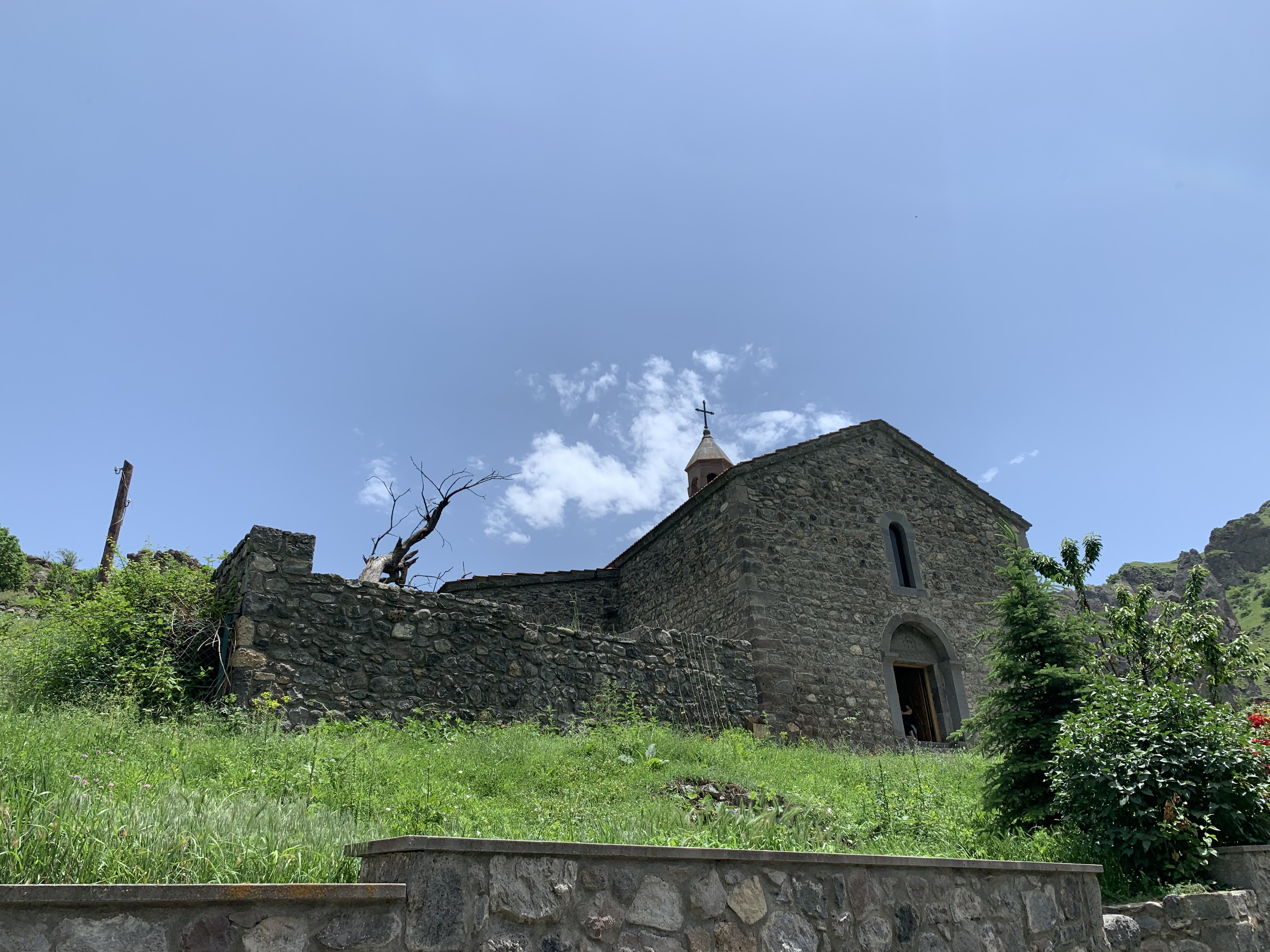
Горис, церковь Святой Рипсиме, XVII век

В XVI—XVII веках, несмотря на утвердившиеся на территории Восточной Армении мусульманские племена, в Сюнике и соседнем Нагорном Карабахе сохранялись армянские феодальные владения — меликства, располагавшие своими собственными вооружёнными отрядами. Наиболее значимыми из них были владения Мелик-Шахназара в Гегаркунике, Мелик-Айказа в Кашатаге, Мелик-Сафраза в Ангехакоте и другие.
В начале XVII века персидский шах Аббас расселил курдские племена на территориях, расположенных между Арцахом (Нагорным Карабахом) и Сюником, имея своей целью ослабить и разобщить области армянских меликов. Во время «Великого сургуна» 1604 года, когда шах Аббас выселил из Восточной Армении от 250 до 300 тыс. человек, насильственному выселению подверглось также население Сюника. Аракел Даврижеци, современник событий, пишет в середине XVII века:

«…он превратил в необитаемую [пустыню] благоденствующую и плодородную Армению. Ибо при переселении он изгнал в Персию [жителей] не одного или двух, а многих гаваров, начиная с границ Нахичевана через Ехегадзор, вплоть до берегов Гегамских, Лорийский и Хамзачиманский гавары, Апаран,…»— Аракел Даврижеци, «Книга историй»
В XVII—XVIII веках юг Сюника — Зангезур — становится одним из центров национально-освободительной борьбы армянского народа.
Сюникские мелики приняли участие в Эчмиадзинском собрании 1677 года, имевшем своей целью организацию борьбы за освобождение Армении.
В 1699 году сын сюникского мелика Исраеля Исраэл Ори организовал в Ангехакоте тайное собрание с участием одиннадцати меликов, на котором было принято обращение к ряду западноевропейских государств с просьбой о помощи в деле национально-освободительной борьбы армянского народа. Он в течение двух десятилетий вёл безрезультатные переговоры с рядом европейских государств о поддержке армянского освободительного движения, после чего, стало ясно, что единственным заступником и надеждой армянского народа может быть только Русское Царство. Ори стал первым лидером, решившим ориентироваться на Россию. В 1701 году он ездил в Москву, где представил Петру I свои предложения по освобождению Армении вооружёнными формированиями Сюника и Арцаха при российской помощи и получил обещания в содействии. В 1711 году Исраэль Ори умер, не доведя дело до конца (см. также Персидский поход (1722—1723)).
В 1722 году армяне Сюника восстали против персидского ига. Восстание возглавил Давид Бек, сумевший освободить юг области, в том числе и город Капан. Восстание охватило также Нахичеванский край — в частности, Давид Беком был занят Агулис. Одновременно, он также вёл успешные бои против османских войск, пытавшихся захватить область в 1725—1727 годах. Особо важное значение сыграла победа при Галидзоре в 1727 году. В том же году Сефевиды признали власть Давид Бека над регионом, а сам полководец получил право чеканить монеты. Через некоторое время, однако, раздоры среди предводителей движения привели к тому, что часть их во главе со священником тэр Аветисом вступила в переговоры с турецкими властями, в результате чего, крепость Алидзор была сдана туркам. После смерти Давид Бека (1728) борьбу за независимость возглавил Мхитар Спарапет, которому вскоре удалось взять город Ордубад. Некоторое время спустя, в 1730 году, армянский полководец был предательски убит, после чего восстание армян Сюника пошло на спад. В 1730-х годах пришедший к власти в Иране Надир-шах признал полуавтономный статус меликств Сюника и Карабаха.
В XVII—XVIII веках территория исторического Сюника входила в пределы разных административно-территориальных единиц: побережье Севана было в границах беглербегства Чухур-Саад; Вайоц-Дзор, Чахук, Шаапонк и Ернджак во второй половине XVIII столетия вошли сначала в Тебризское, а затем Нахичеванское ханства; Цхук, Агаечк и Абанд находились в составе Карабахского ханства, а Дзорк, Балк и Аревик — Тебризского ханства. Со второй половины XVIII века побережье Севана находилось в границах Эриванского ханства, южная часть Сюника — в пределах Карабахского.

### XIX — начало XX века

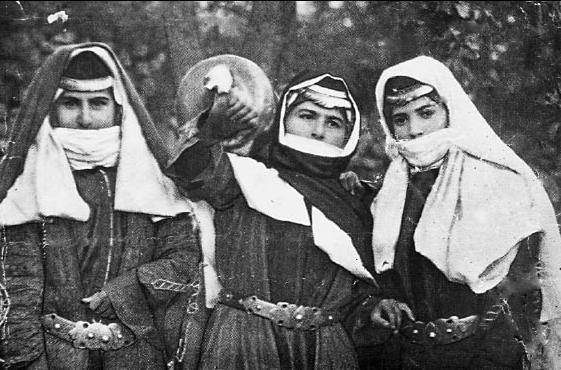
Армянские женщины Сюника, 1910 год

В ходе Русско-персидской война (1804—1813) был заключён Кюрекчайский договор (1805), согласно которому Зангезур отошёл к Российской империи. С этого же времени под фактическим контролем Российской империи находились также области к северу и востоку от озера Севан (юридически с 1813 года после Гюлистанского договора). После Русско-персидской войны (1826—1828) к России отошла вся Восточная Армения . В 1830-е годы западные районы Сюника (Гелакуник, Сотк, Вайоц-Дзор, Чахук, Шаапонк, Ернджак) были включены в состав Армянской области, восточные (Цхук, Агахечк, Абанд, Дзорк, Балк, Аревик) — в состав Карабахской провинции. Несмотря на многовековые гонения и депортации, в 1830-х годах армяне продолжали составлять большинство населения Сюника/Зангезура.
В 1849 году после образования Эриванской губернии ряд областей Сюника (Гелакуник, Сотк, Вайоц-Дзор, Чахук, Шаапонк, Ернджак, Дзорк, Балк, Аревик и часть Ковсакана) вошли в её состав. Цхук, Абанд и остальная часть Ковсакана были включены в пределы Шемахинской губернии. После очередной территориальной реформы, с конца XIX века, области западнее Зангезурского хребта находились в составе Эриванской губернии, восточнее — Елизаветпольской губернии (Зангезурский уезд).

### После Октябрьской революции

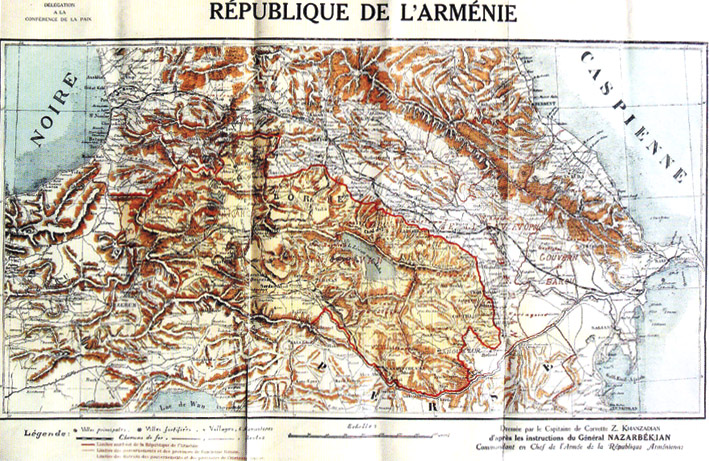
Границы Армении, представленные министерством иностранных дел Армении на Парижской мирной конференции (1919)

В 1918—1920 годах Зангезур стал ареной ожесточённых армяно-татарских (далее по тексту - азербайджанцы) столкновений и этнических чисток. С 1918 года этот регион находился под фактической властью Андраника Озаняна, расположившего свой штаб в Герюсах (Горисе), где был создан Армянский национальный совет Зангезура. С середины 1918 года Андраник сыграл заметную роль в разрушении мусульманских селений во время чистки Зангезура. Ричард Ованнисян описывает данные действия Андраника как начало процесса преобразования Зангезура в «прочную армянскую землю».
В сентябре 1919 года руководителем обороны южной части Зангезура — Капана — был назначен Гарегин Нжде, руководителем обороны северной части — Сисиана — Погос Тер-Давтян. В ноябре под Герюсами армянские войска сумели остановить наступление азербайджанцев, после чего перешли в контрнаступление, разгромив ряд укреплённых азербайджанских селений. 10 августа 1920 года между РСФСР и Республикой Армения было заключено соглашение, по которому спорные области, включая Зангезур, были заняты Красной Армией. Нжде и Тер-Давтян этого соглашения не признали и организовали партизанскую борьбу против Красной Армии (Тер-Давтян вскоре погиб, и Нжде сосредоточил в своих руках командование в Зангезуре). В начале октября в Зангезуре началось массовое восстание, и к концу ноября Зангезур был полностью освобождён. 25 декабря 1920 года съезд, состоявшийся в Татевском монастыре, провозгласил «Автономную Сюникскую республику», которую фактически возглавил Нжде, принявший древний титул спарапета (главнокомандующего). Впоследствии Нжде распространил свою власть также на часть Нагорного Карабаха, соединившись с действовавшими там повстанцами. 27 апреля 1921 года была провозглашена Республика Горная Армения, в правительстве которой Нжде занял посты премьер-министра, военного министра и министра иностранных дел. 1 июля Нагорная Армения приняла название Республики Армения, как продолжение Первой Республики; её премьером был объявлен премьер последней Симон Врацян, а Нжде был объявлен военным министром. Нжде, вслед за Андраником, в 1921 году изгнал остатки азербайджанского населения из Зангезура, добившись, по словам Клода Мутафяна, «реарменизации» региона».
Вскоре войска Красной Армии перешли в наступление, и 9 июля Нжде, заручившись гарантиями руководства Советской Армении относительно сохранения Сюника в составе Армении, с оставшимися повстанцами ушёл в Иран.

### Советская и постсоветская эпоха
После падения Горной республики в 1929 году, Зангезур был включён в состав Армянской Советской Социалистической Республики, а некоторые части исторического Сюника — территория гаваров Чахук и Ернджак — в состав Нахичеванской Автономной Республики. В советские годы бурно развивалась экономика области, особенно металлургия. В городе Каджаран был создан Зангезурский медно-молибденовый комбинат.
В 1991 году после восстановления независимости Армении на армянской части территории исторического Сюника были образованы 3 марза — Сюник, Вайоц-Дзор и Гехаркуник. В годы Первой карабахской войны Сюник находился в зоне армяно-азербайджанского конфликта. На сегодняшний день в регионе особо развивается туризм, в частности в 2010 году в Сюнике была открыта Татевская канатная дорога «Крылья Татева», считающаяся самой длинной в мире пассажирской канатной дорогой. Здесь — курортный городок Джермук. По территории Сюника проходит стратегический для Армении Газопровод Иран — Армения.

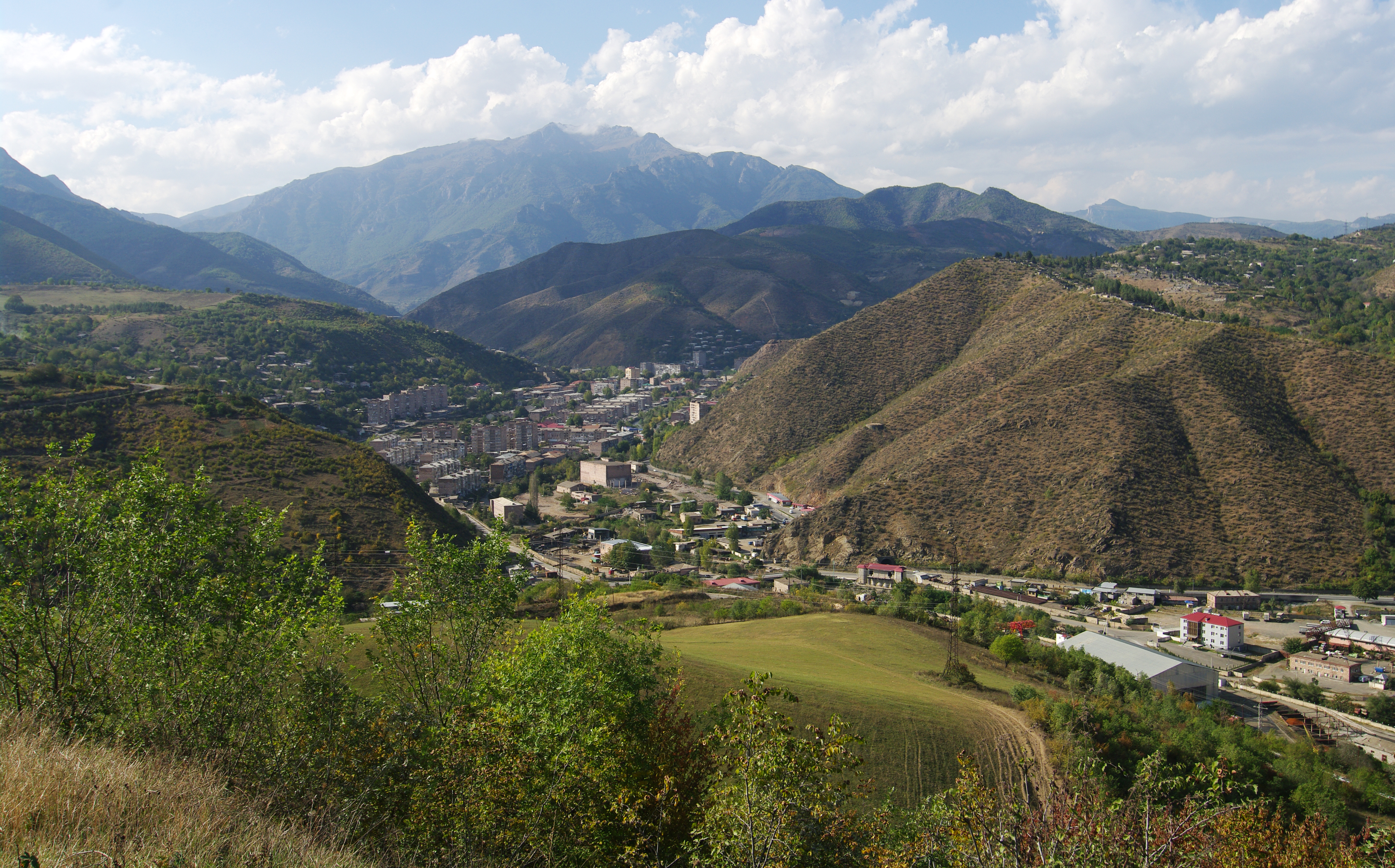
Капан
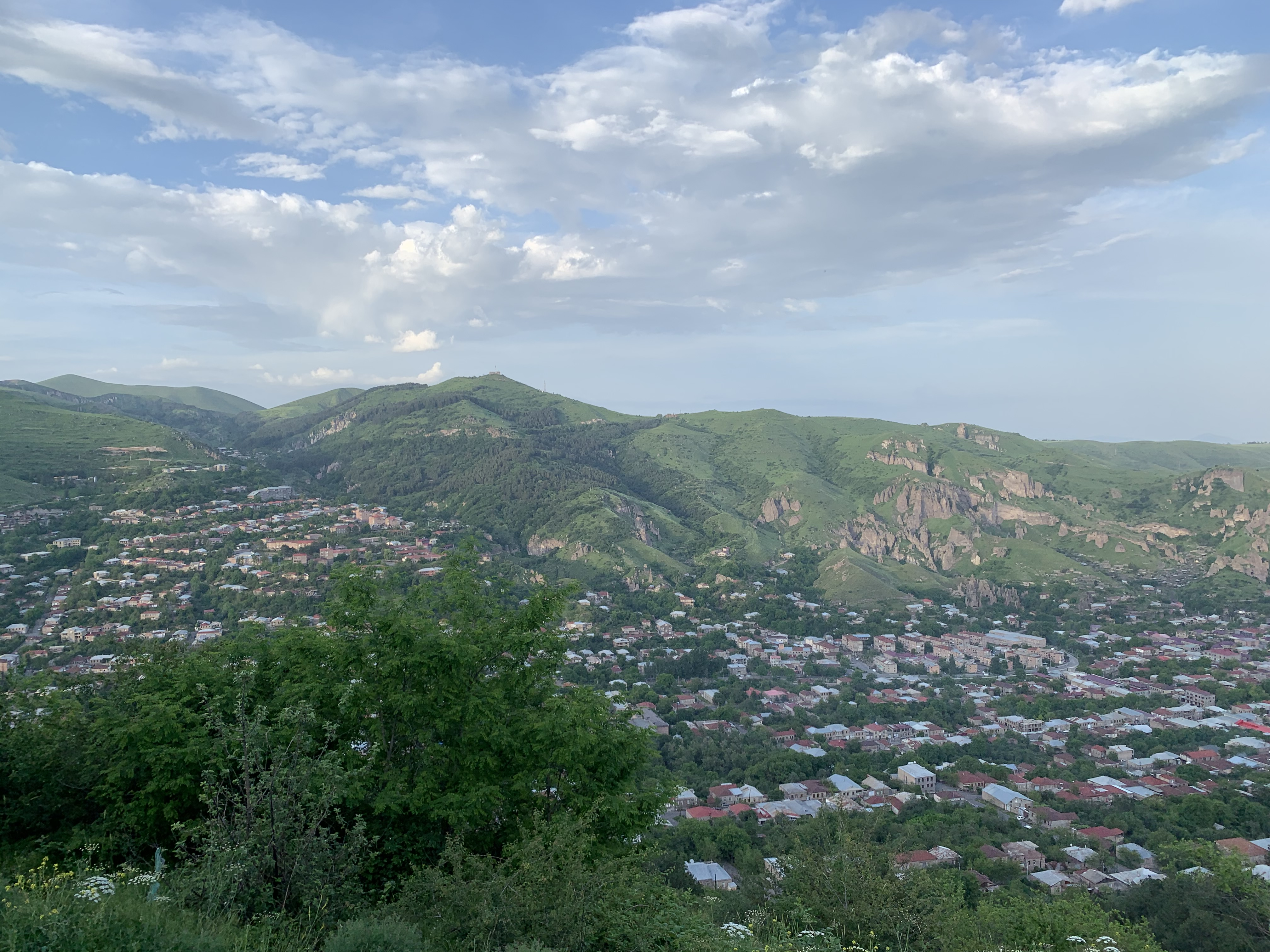
Горис
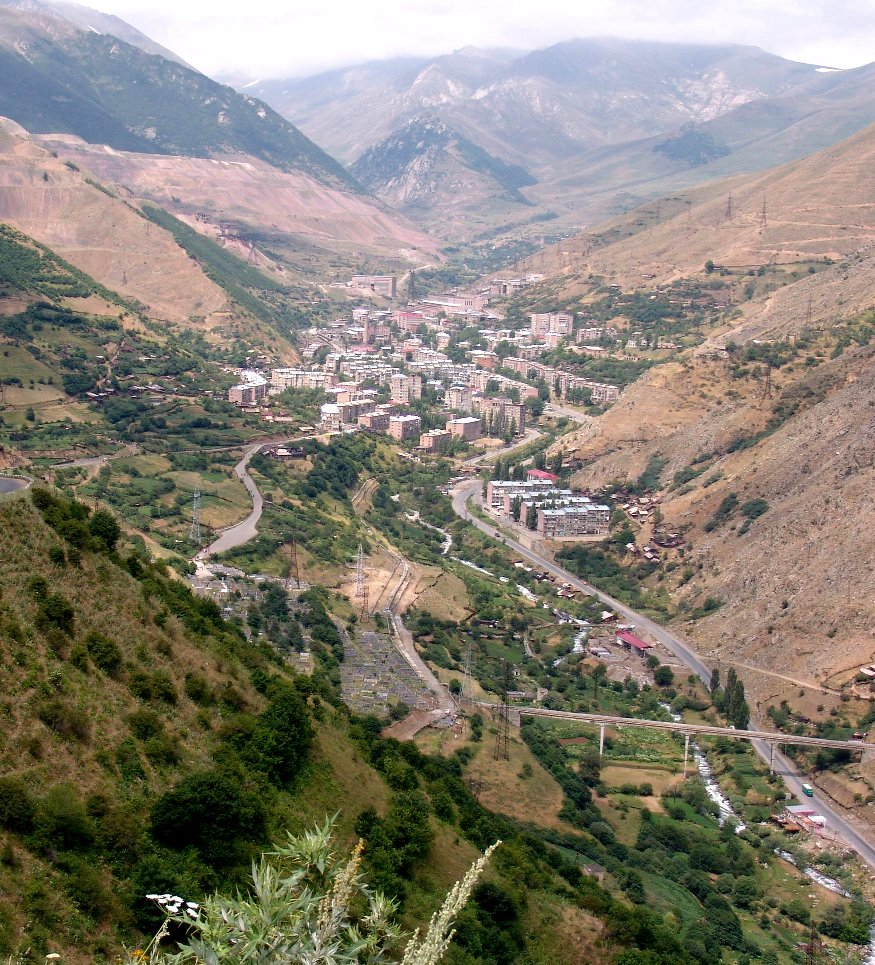
Каджаран
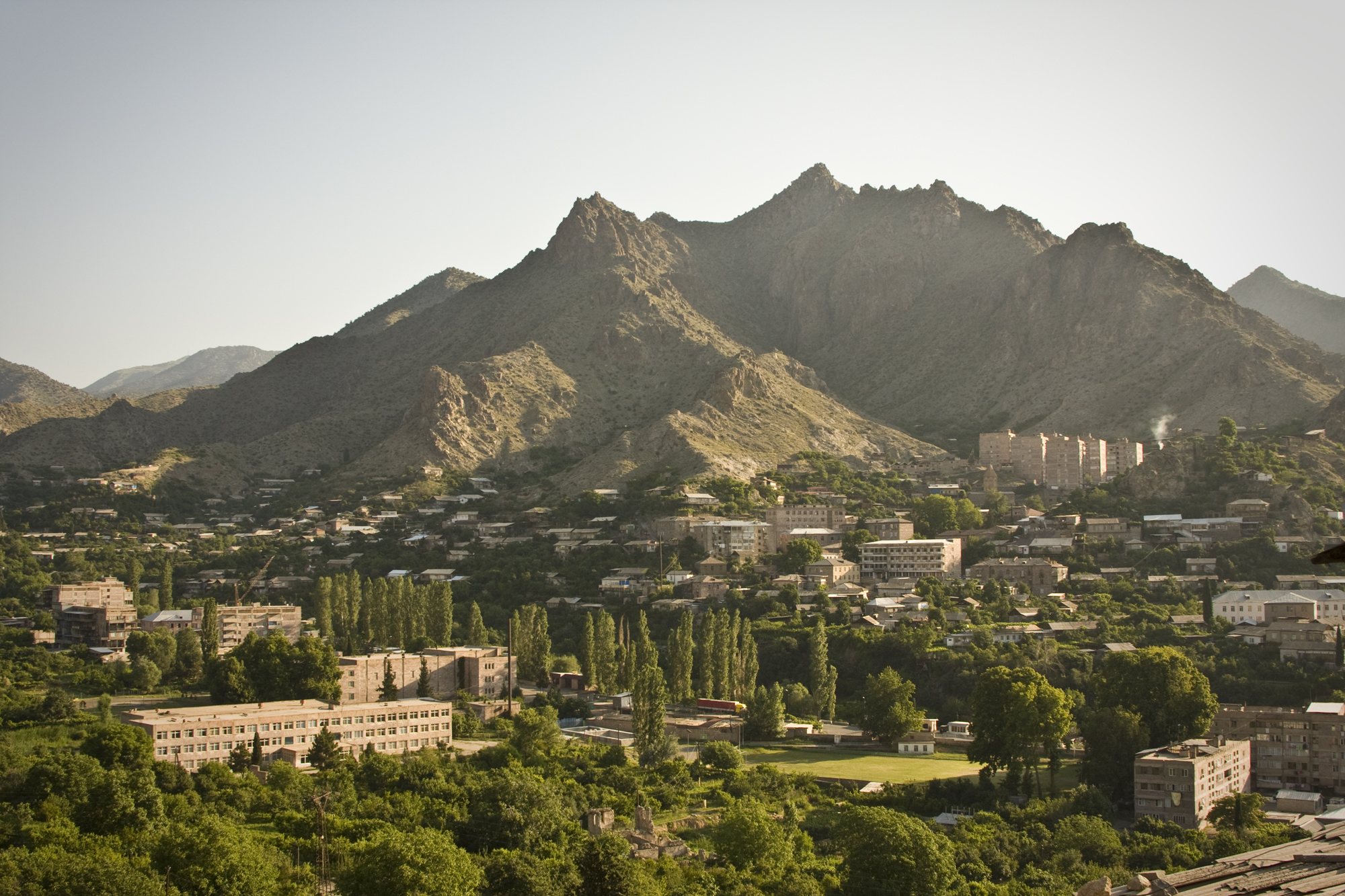
Мегри
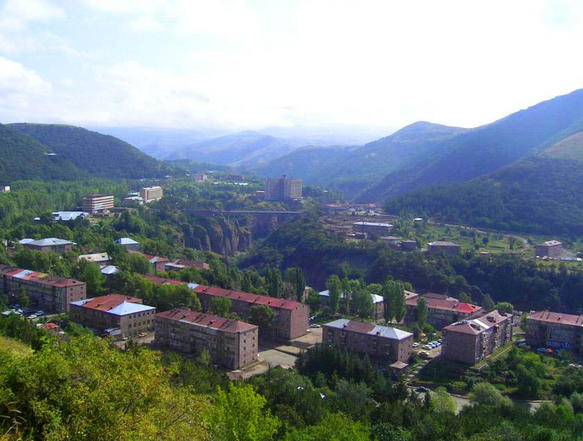
Джермук
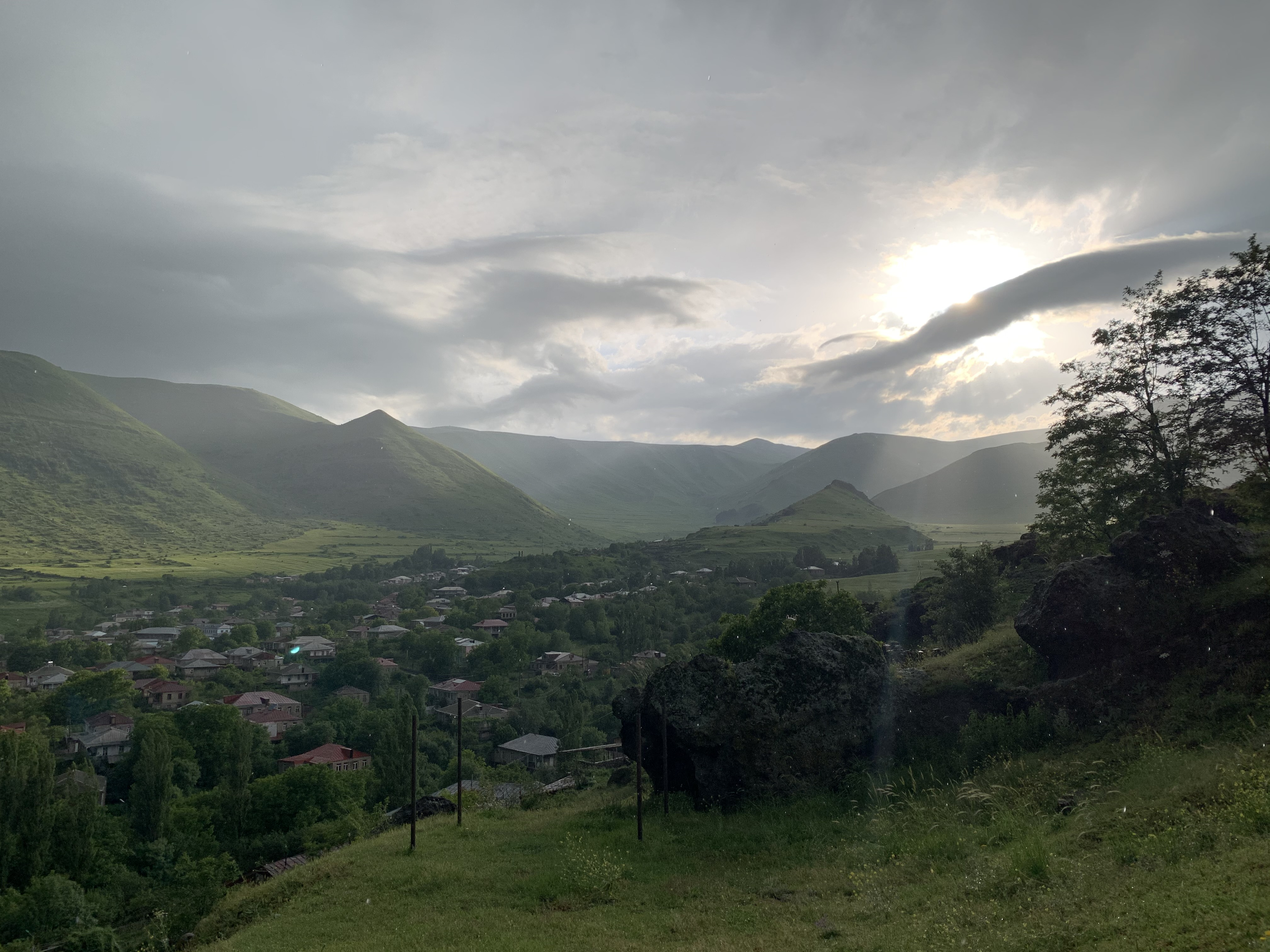
Пейзажи в районе села Веришен
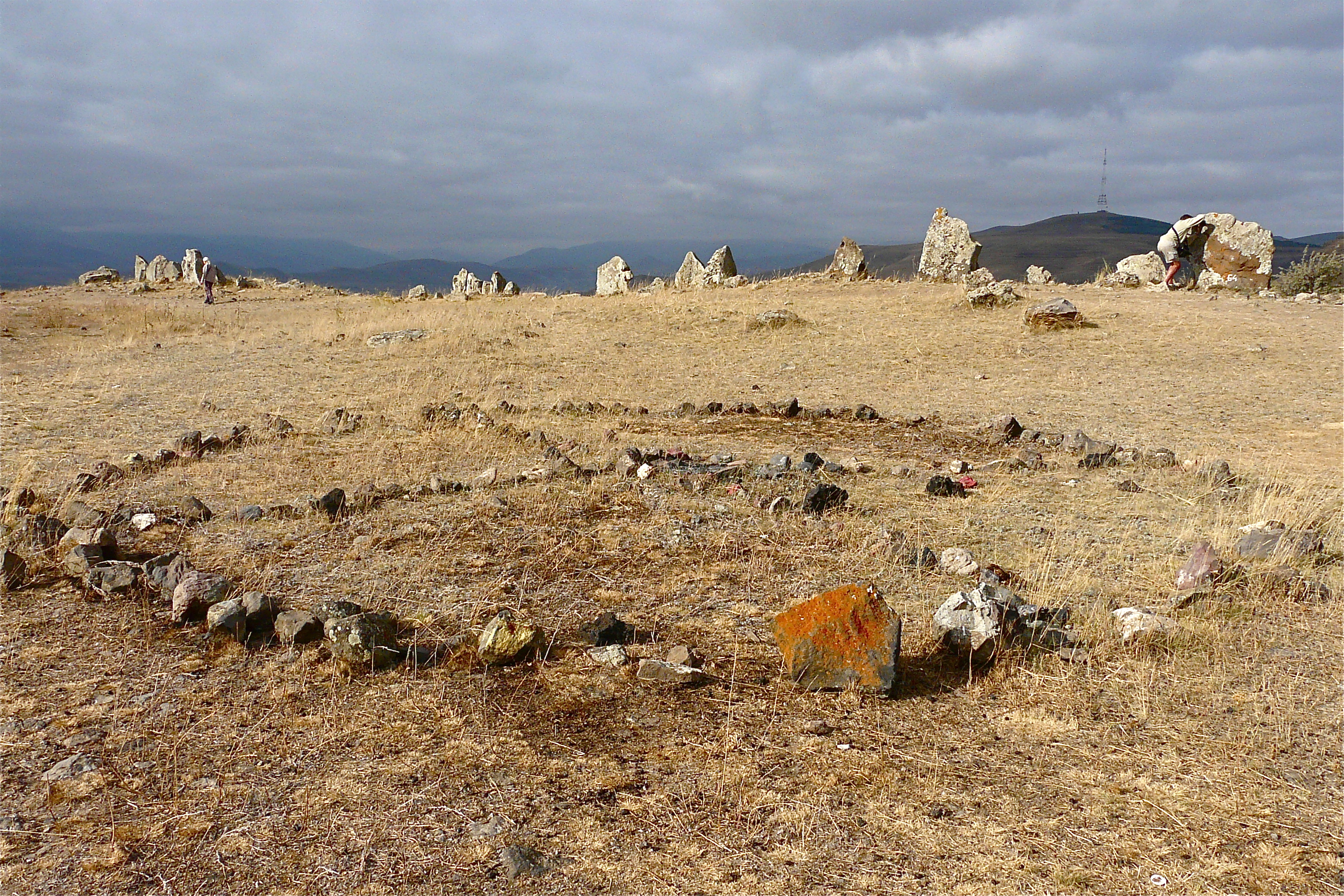
Первобытная обсерватория Зорац-Карер. 3-5 тысячелетия до н.э.

## Культурная жизнь
| |  |
| Рукопись Гладзорской школы миниатюры, Торос Таронаци, 1318 год. Рукопись Татевской школы миниатюры, Григор Татеваци, 1378 год |  |

Сюник являлся одним из культурных центров средневековой Армении. В конце IV—начале V века здесь вёл просветительскую деятельность создатель Армянского алфавита, учёный Месроп Маштоц. Здесь же в V веке была основана Сюникская семинария (с VIII века она располагалась в монастыре Макеняц в гаваре Сотк), являющаяся одной из наиболее известных на всей территории Армении. В Сюнике родились многие выдающиеся представители армянской культуры. С V века известен поэт-гимнограф Степанос Сюнеци (первый), в VI веке здесь жил Петрос Сюнеци, в VII веке Матусаха, в VIII веке — Степанос Сюнеци. Важную роль в истории Армянской церкви играло Сюнийское епископство, которое со времён католикоса Нерсеса IV получило статус митрополитства, имея в своём подчинении 12 епископств. Сюникский митрополит носил титул «протофронтеса Великой Армении». Историк Сюника, епископ Степанос следующим образом описывает пределы его юрисдикции:

«Пределы подвластных ему паствы областей суть следующие: Сюник, Бахк, Аревик, Ордват, Аргулик, Вананд, Ернджак, Нахичевань, Джуга до пределов реки Ерасх, Чахук, Вайоц Дзор...Гегаркуник... весь Поракн, про который было много разногласий, но армянские католикосы большими возмущениями подтвердили. Определяются также пределы с Агванией: Рмбадзор, гавар Цар, Агаеч, по которому течёт река Агвано, до моста Каравазин...»— Степанос Орбелян, «История области Сисакан»

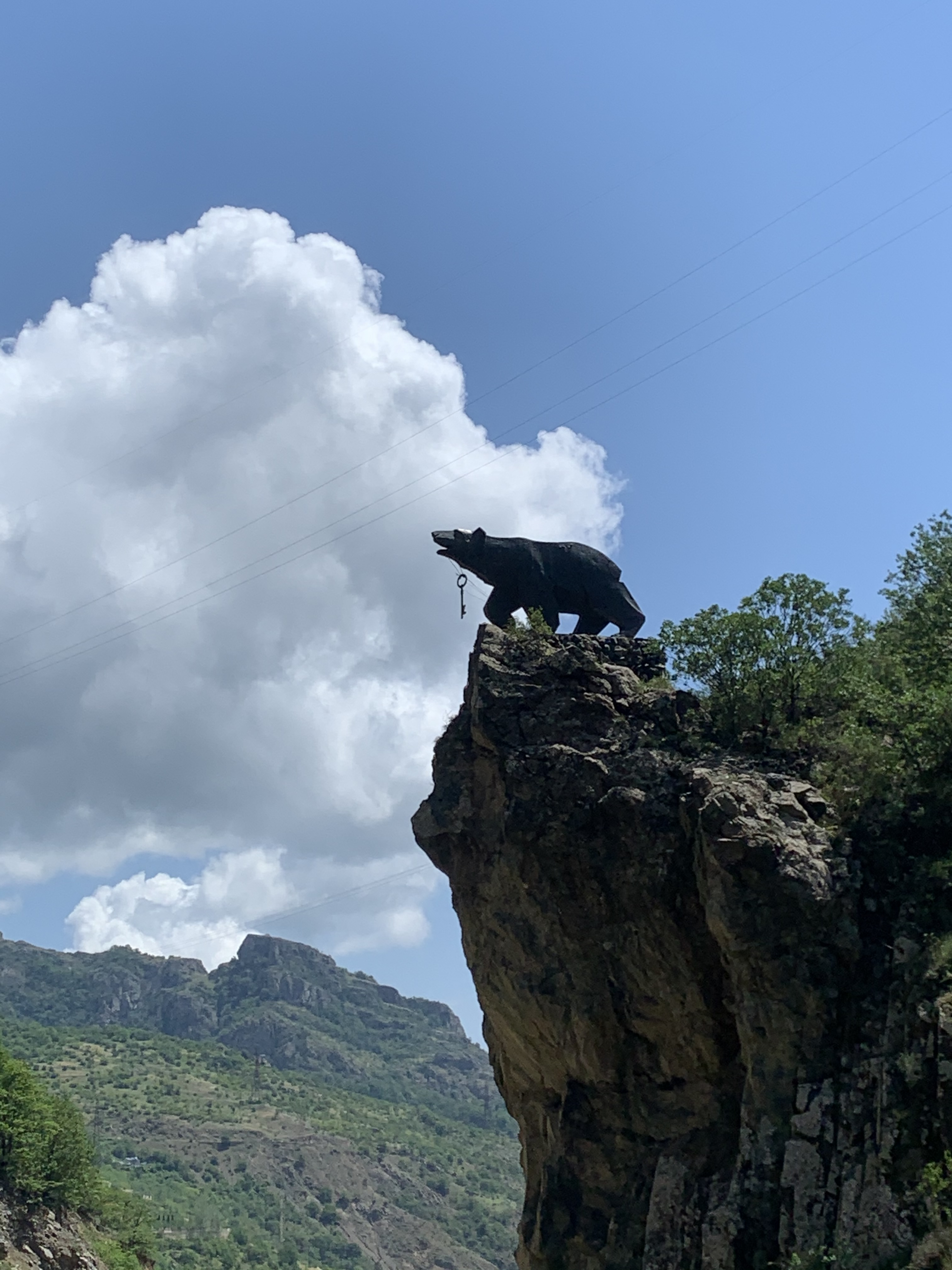
Медведь — символ Сюника

В 895 году была основана высшая школа при монастыре Татев, которая впредь становится важным культурным центром всеармянского значения. Уже с X—XI столетий армянская литература, художество и архитектура в Сюнике и остальных армянских государствах развивается более свободно, чем когда-либо, начиная с V века. В конце XIII—начале XIV века относительное политическое спокойствие в Сюнике способствует тому, что провинция становится основным культурно-интеллектуальным центром Армении того периода. Так, например, с 1280-х годов известен своей деятельностью Гладзорский университет в гаваре Вайоц-Дзор, достигший наибольшего процветания в начале XIV века в годы правления князя Буртела Орбеляна. Он являлся самым прославленным армянским монашеским центром своего времени, где сохранялись традиции армянской монофизитской культуры. Сюда приходили учиться со всех концов Армении. Среди известных учеников историк Сюника, автор «Истории области Сисакан» Степанос Орбелян, архитектор Момик, миниатюристы Торос Таронаци и Тиратур Киликеци, богослов Мхитар Саснеци и другие. В 1373 году ученик Гладзорского университета Ован Воротнеци основывает Татевский университет, где жил и творил один из видных средневековых учёных Армении — Григор Татеваци (XIV—XV вв.). Татевский монастырь также являлся одним из интеллектуальных центров средневековой Армении, в котором содержалась большая библиотека и развивалась школа армянской миниатюры.
Из Сюника известны многочисленные армянские рукописи, среди которых знаменитое «Гладзорское Евангелие». В XIII—XIV веках в гаваре Вайоц-Дзор развивалась художественная школа (Сюникская школа), представленная памятниками архитектуры и резьбы по камню, которая также славилась иллюминированными рукописями. Сюник являлся важнейшим центром художественного творчества Армении начала XIV столетия. Одна из древнейших иллюстрированных рукописей из Сюника — Евангелие 989 года, написанное в монастыре Нораванк.
Из архитектурных памятников наиболее известны Татев (895—906 гг.), Нораванк (XIII—XIV вв.), Ваганаванк (911 г.), Макеняц (X в.), Бхено-Нораванк (XI в.), Сисаван (VII в.), Воротнаванк (IX—XI вв.), Зорац (XIV в.) и др. В конце XIII века Степанос Орбелян приводит длительный список монастырей этой части Армении.

### Галерея

Природа региона
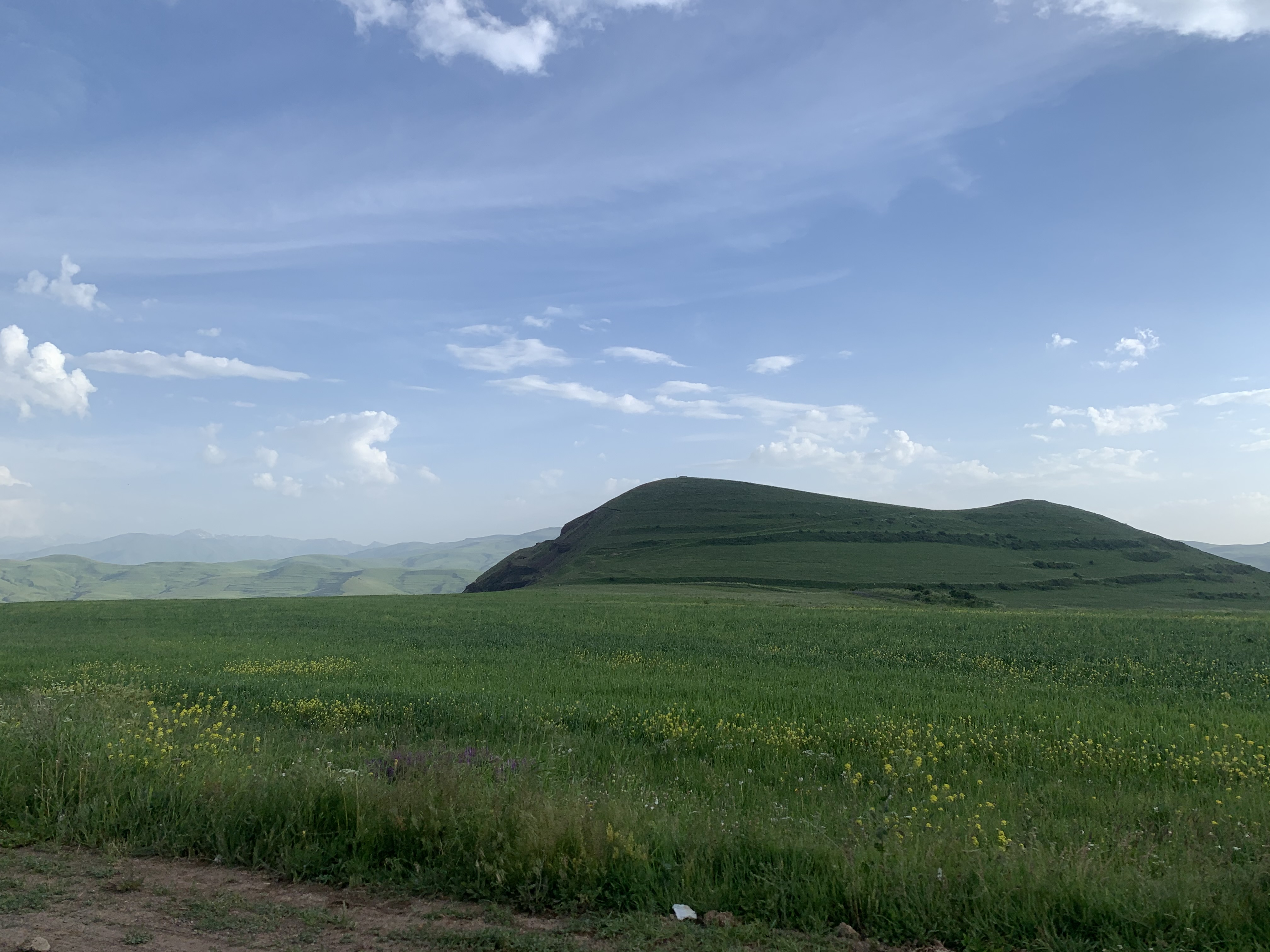
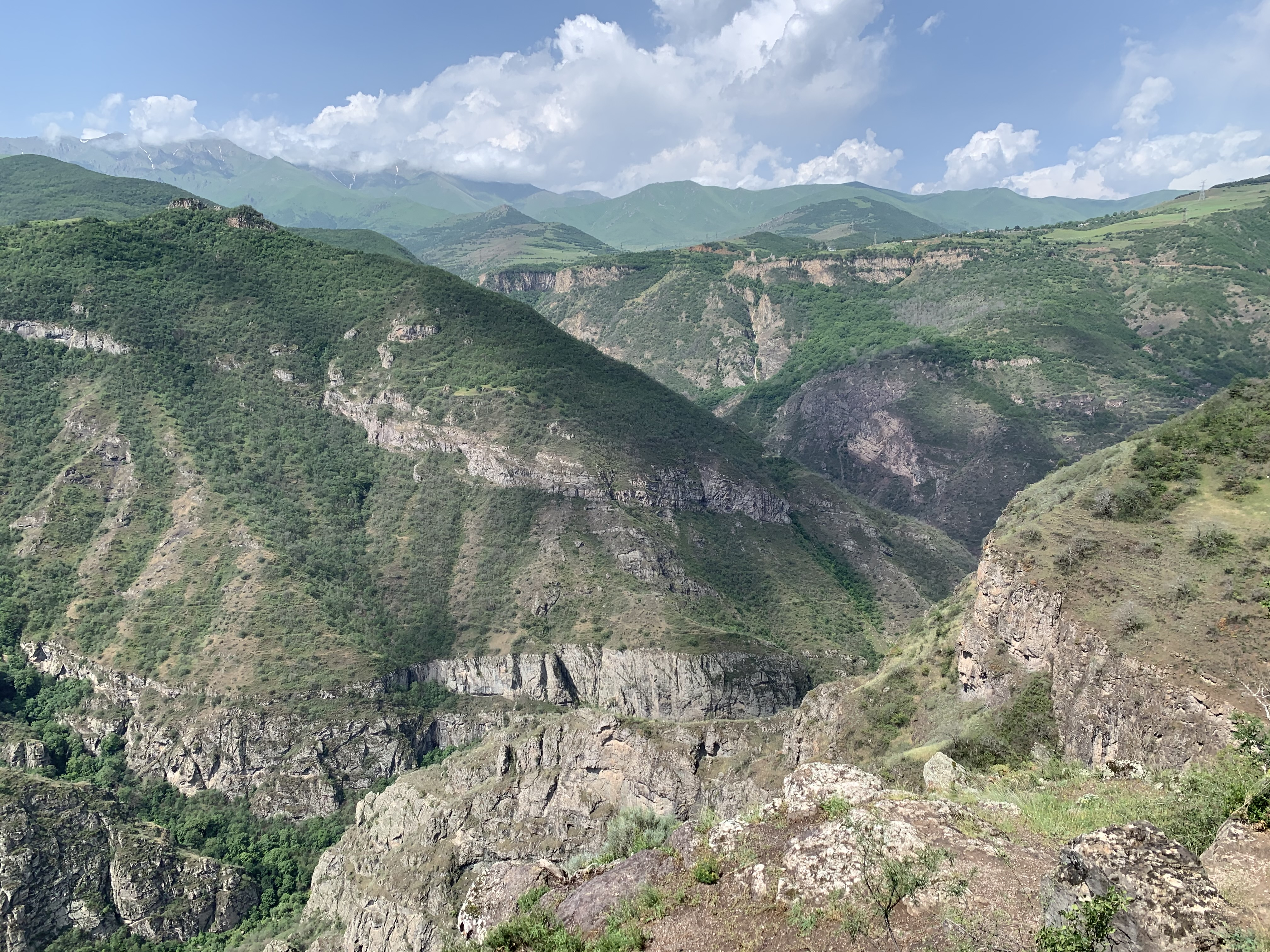
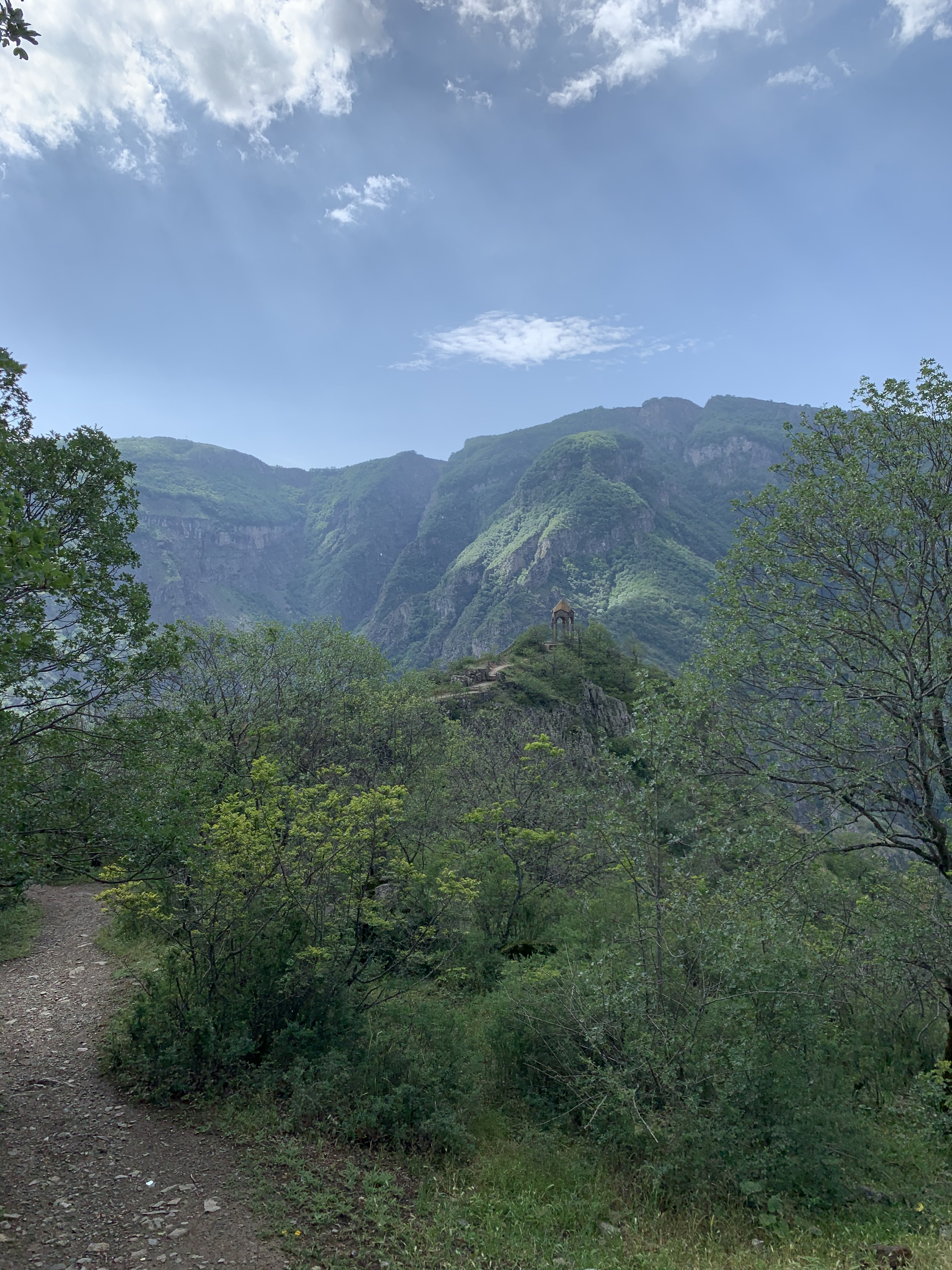
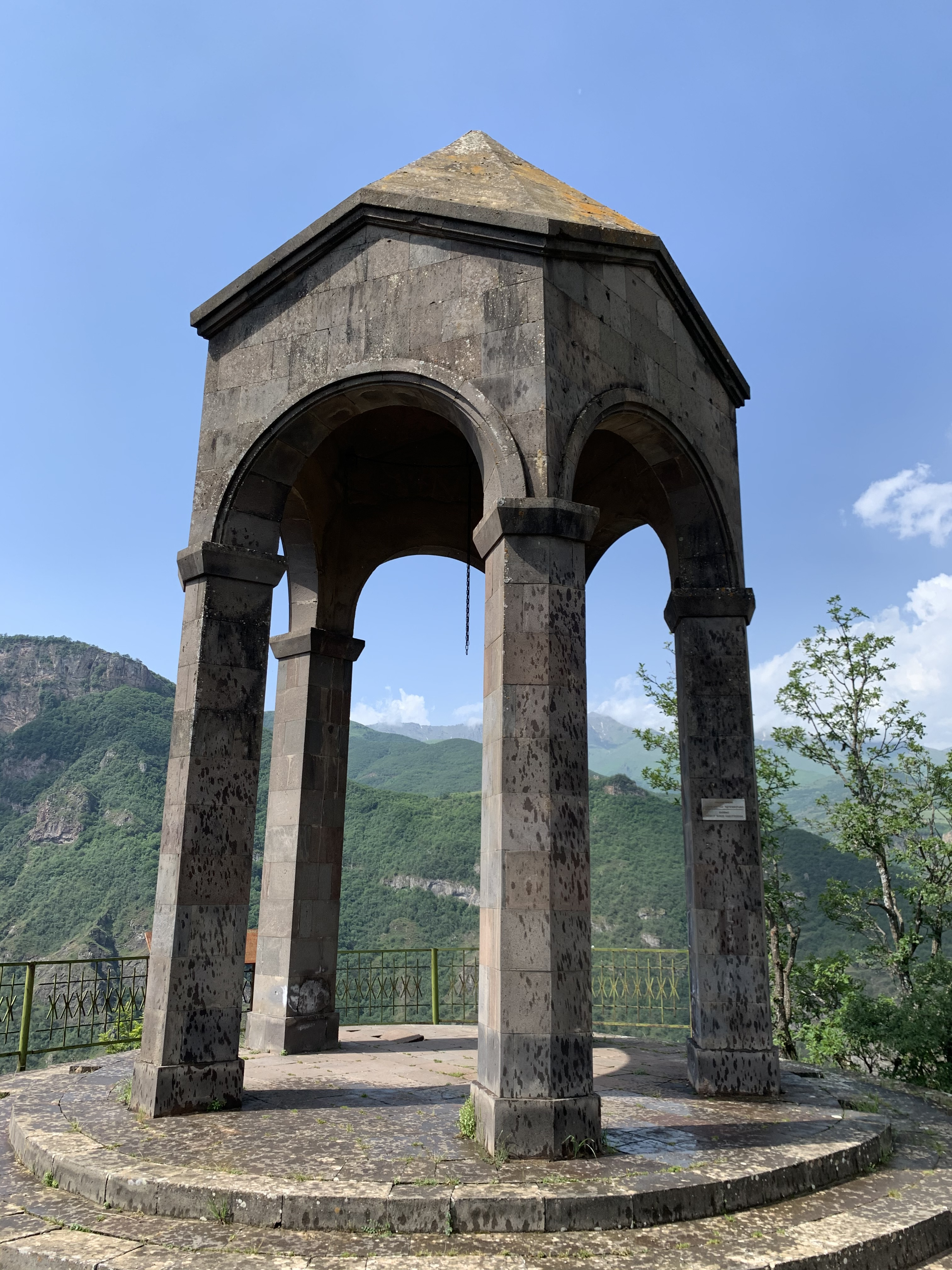
Колокол Арснадзора
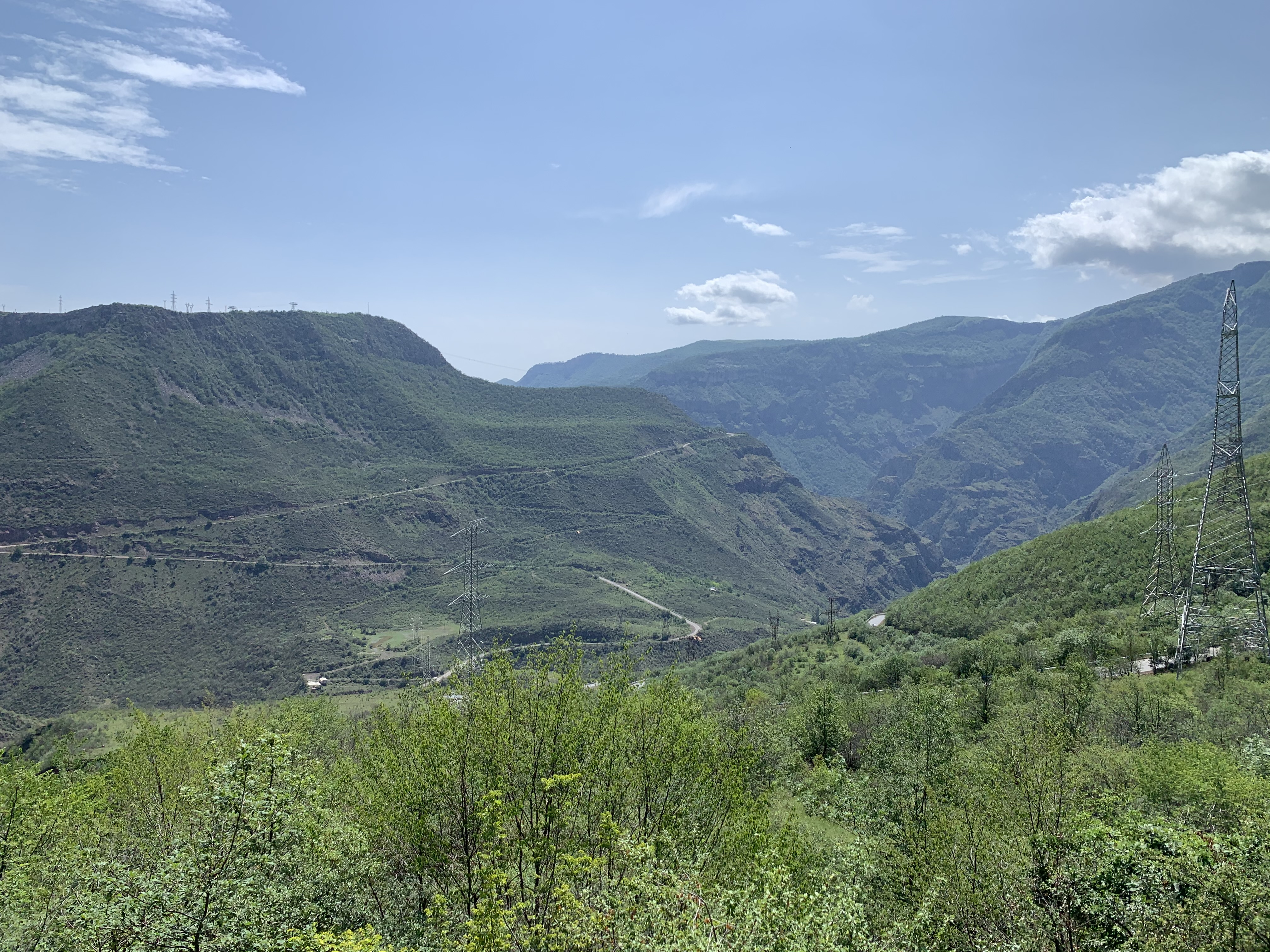
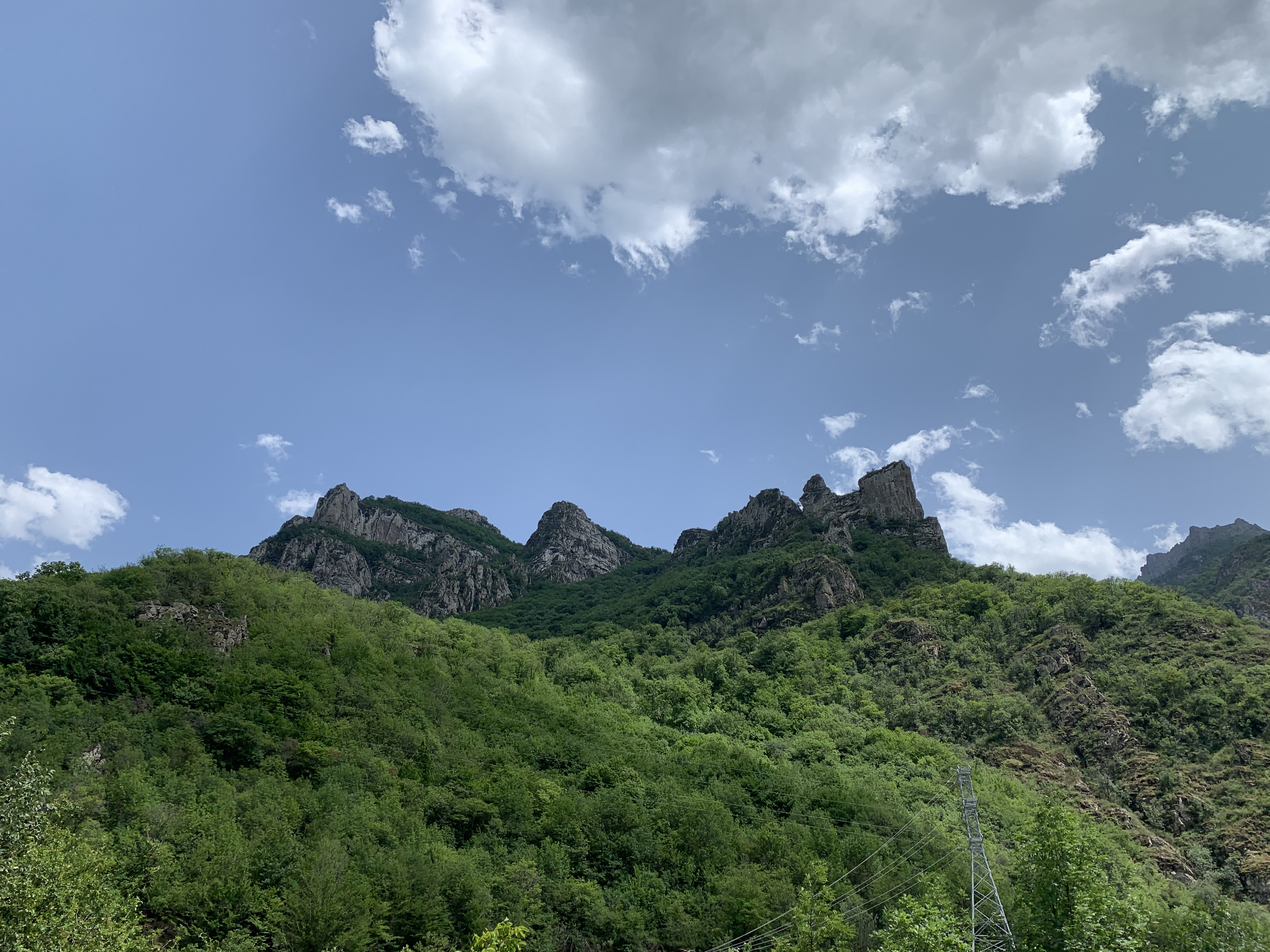
Пейзажи Сюника в районе сёл Амлетаван и Андокаван
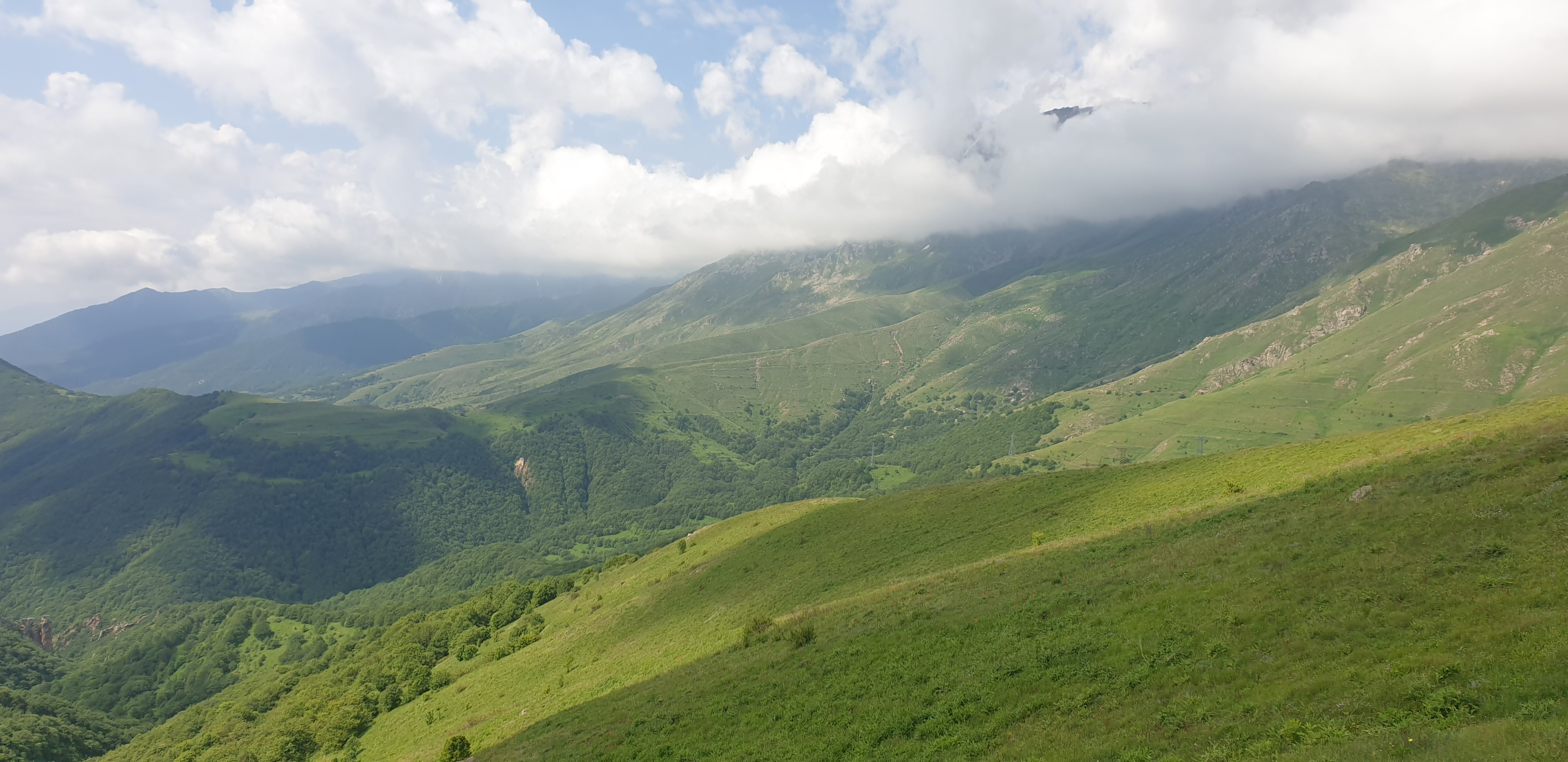
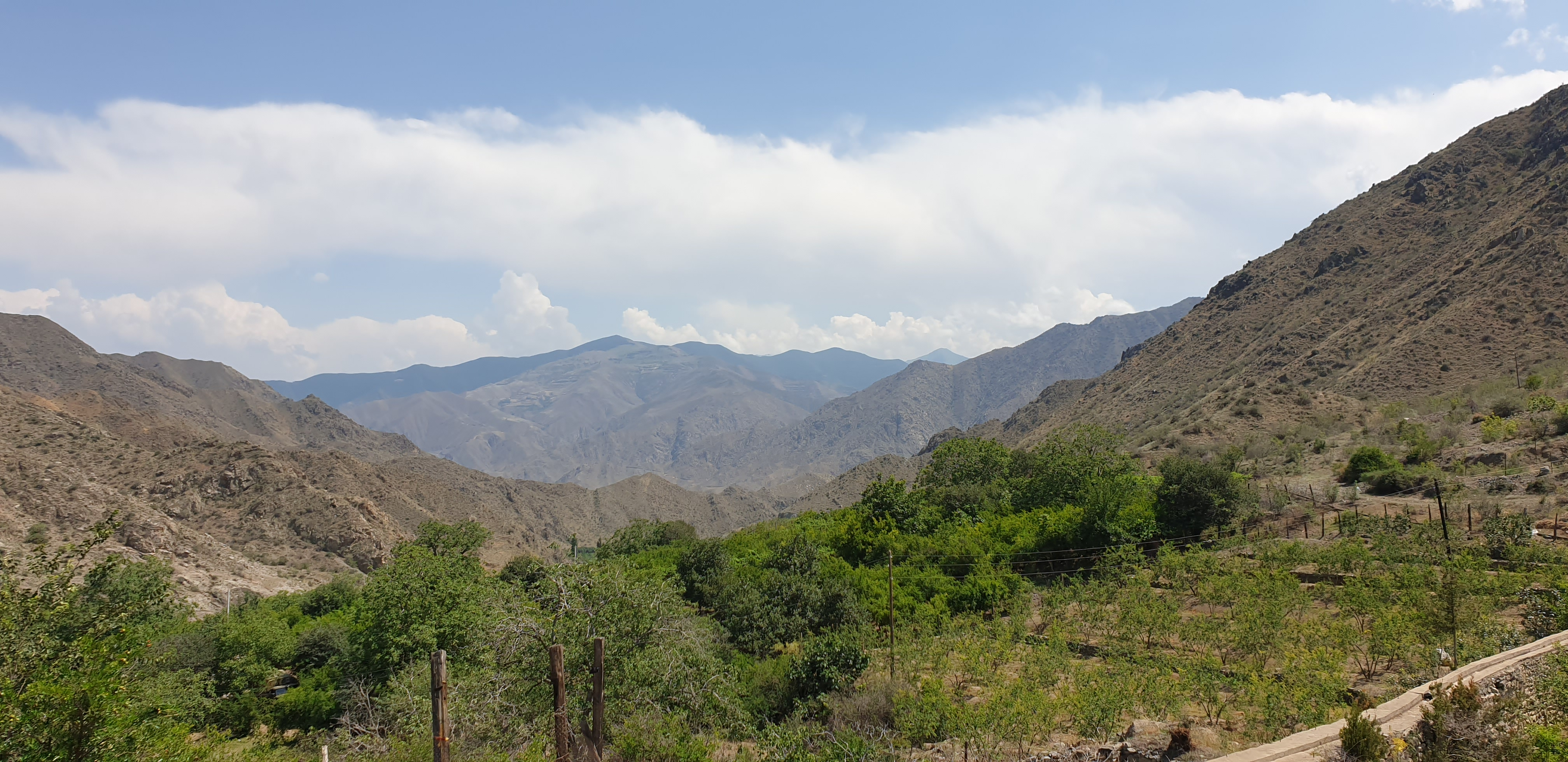
Пейзажи Зангезура в районе села Шванидзор
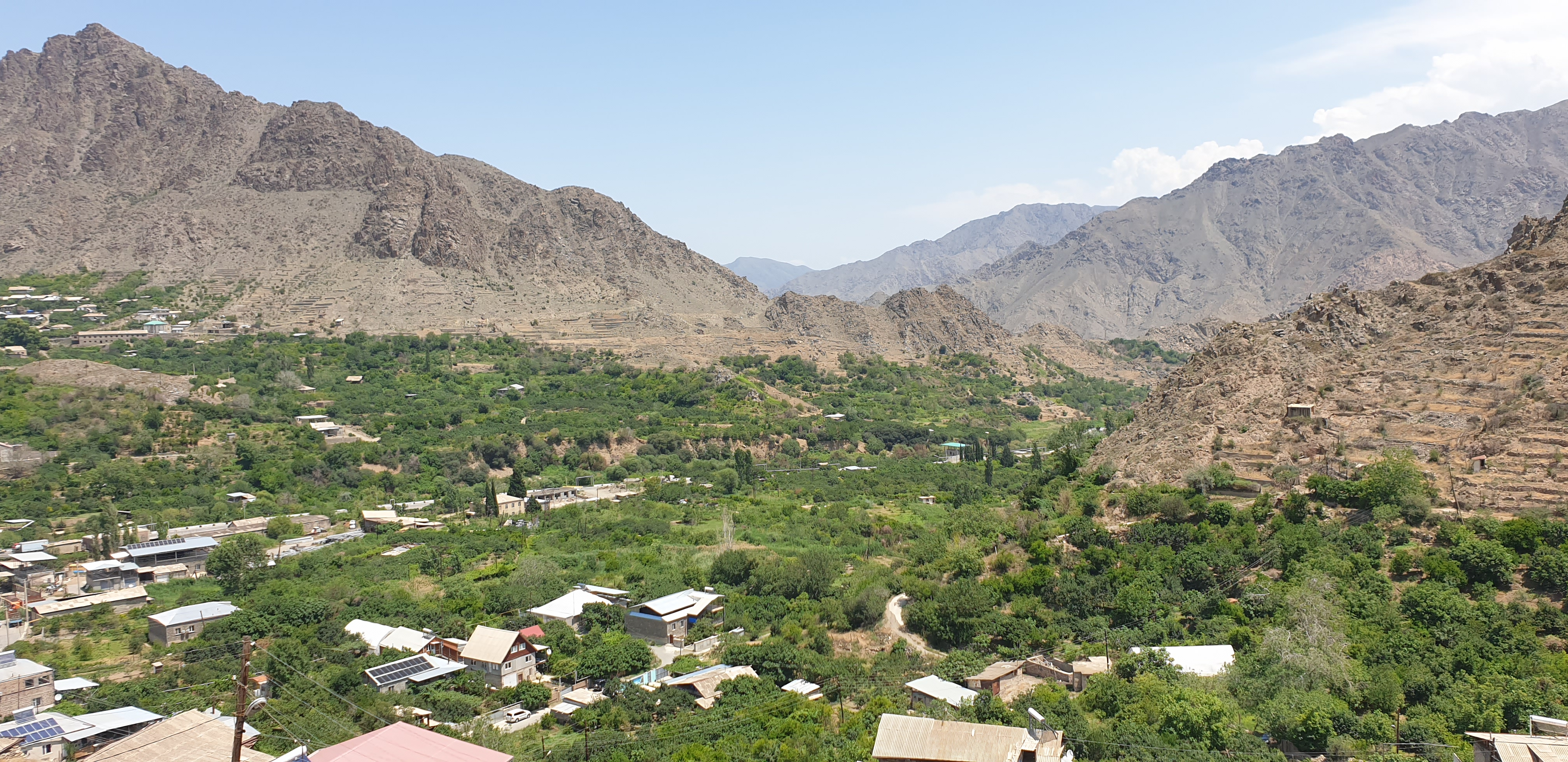
Вид на южную часть города Мегри

Памятники истории и культуры
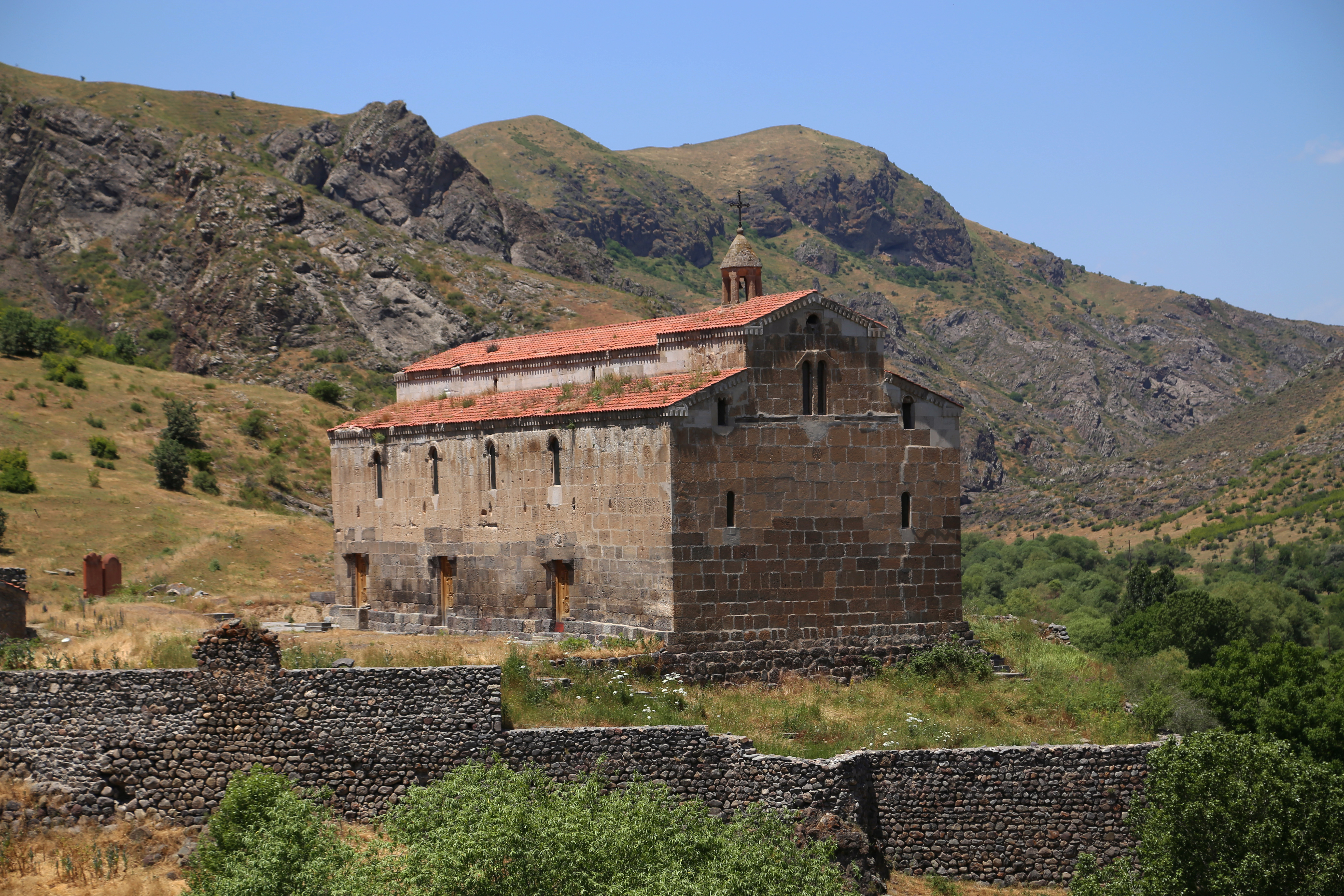
Монастырь Цицернаванк,  IV—VI вв.
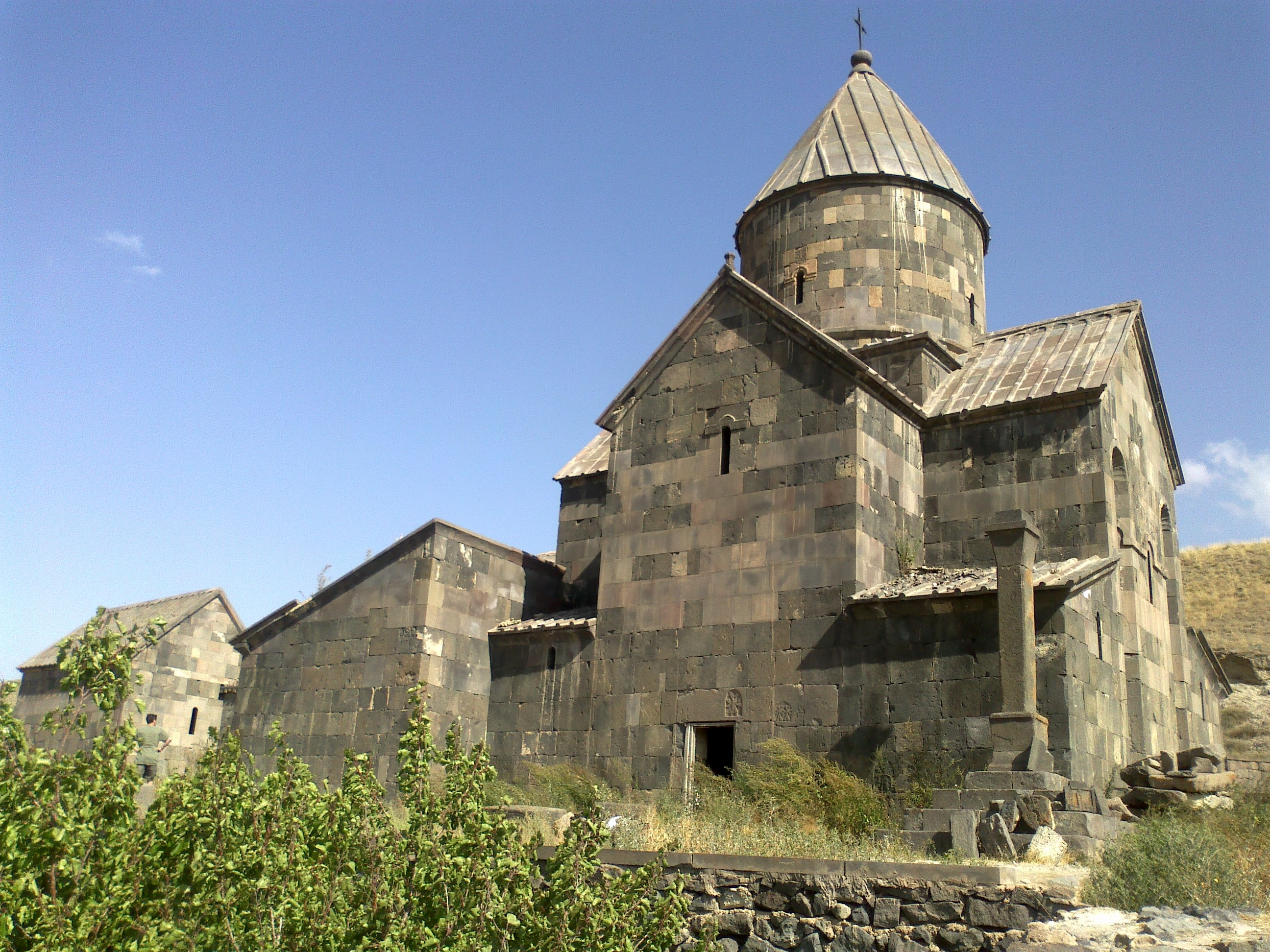
Воротнаванк, IX—XI вв.
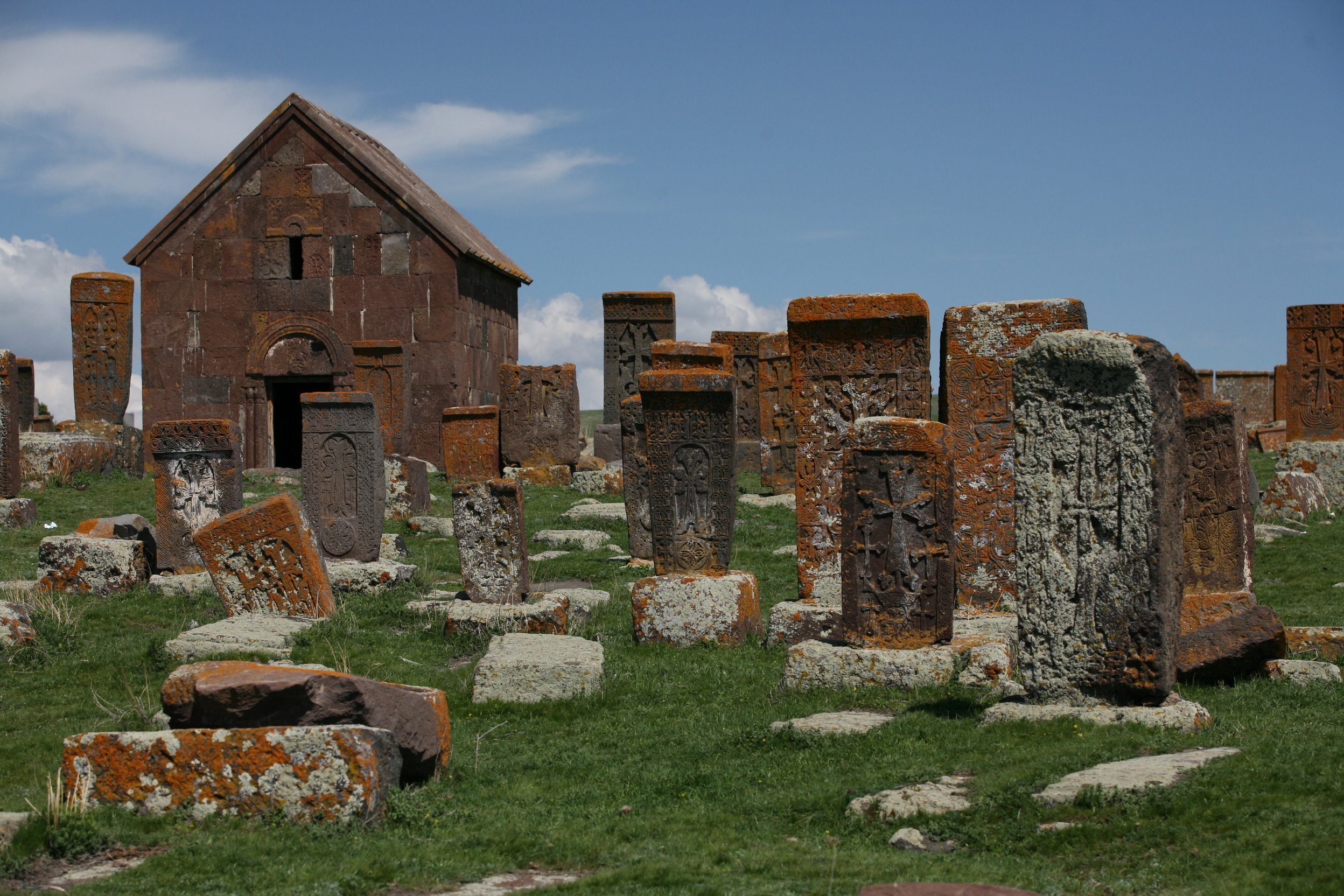
Хачкары в Норатусе. X—XIII вв.
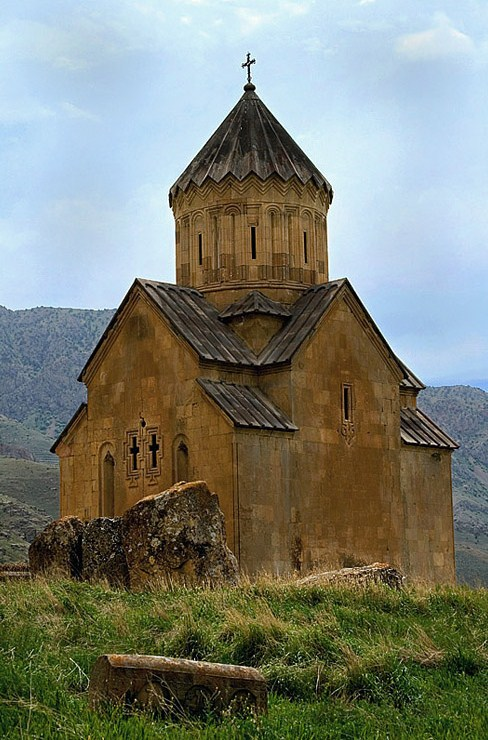
Арени, церковь Святой Богородицы, 1321 год
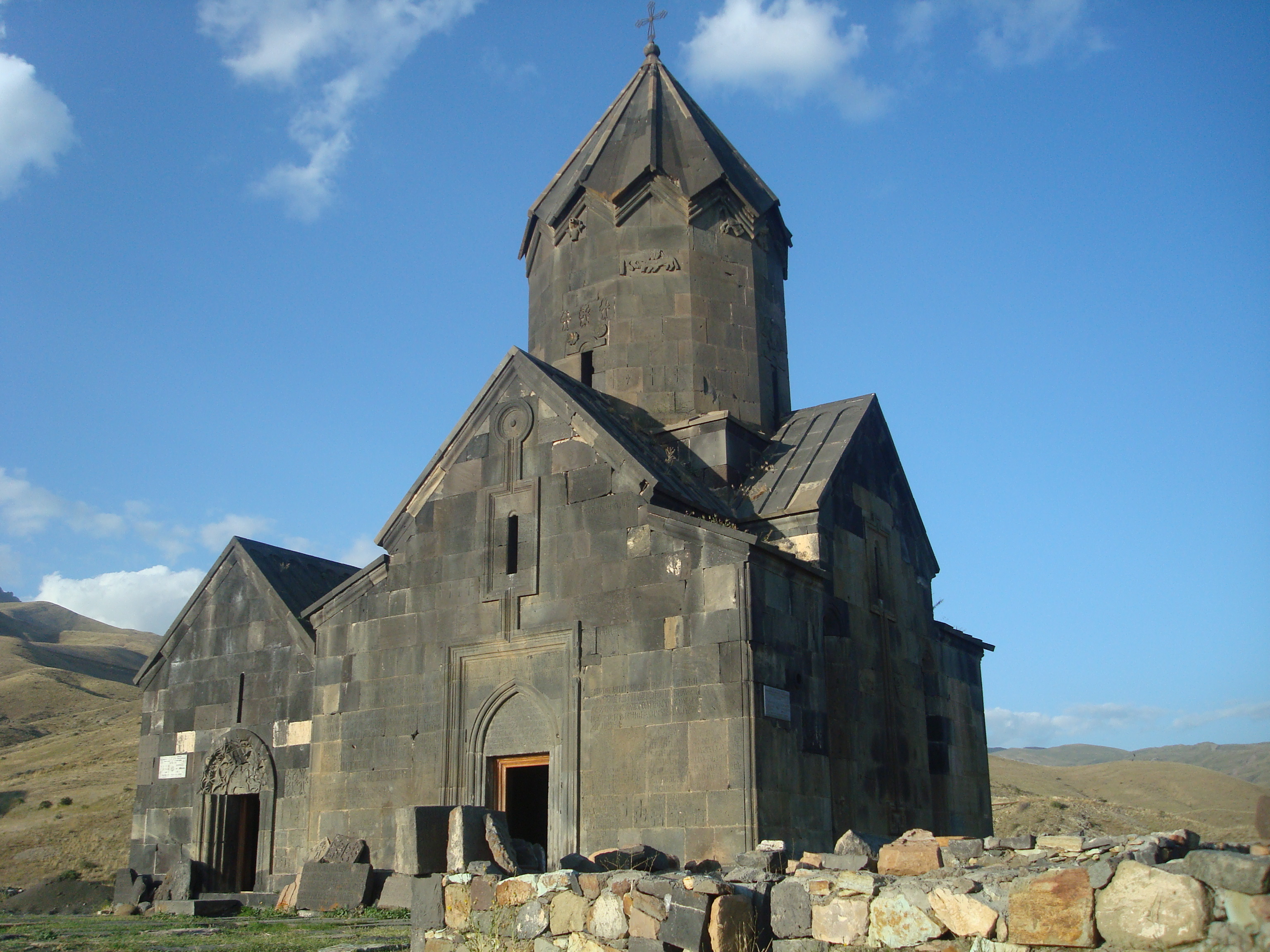
Церковь Танаат, 1273—1279 гг.
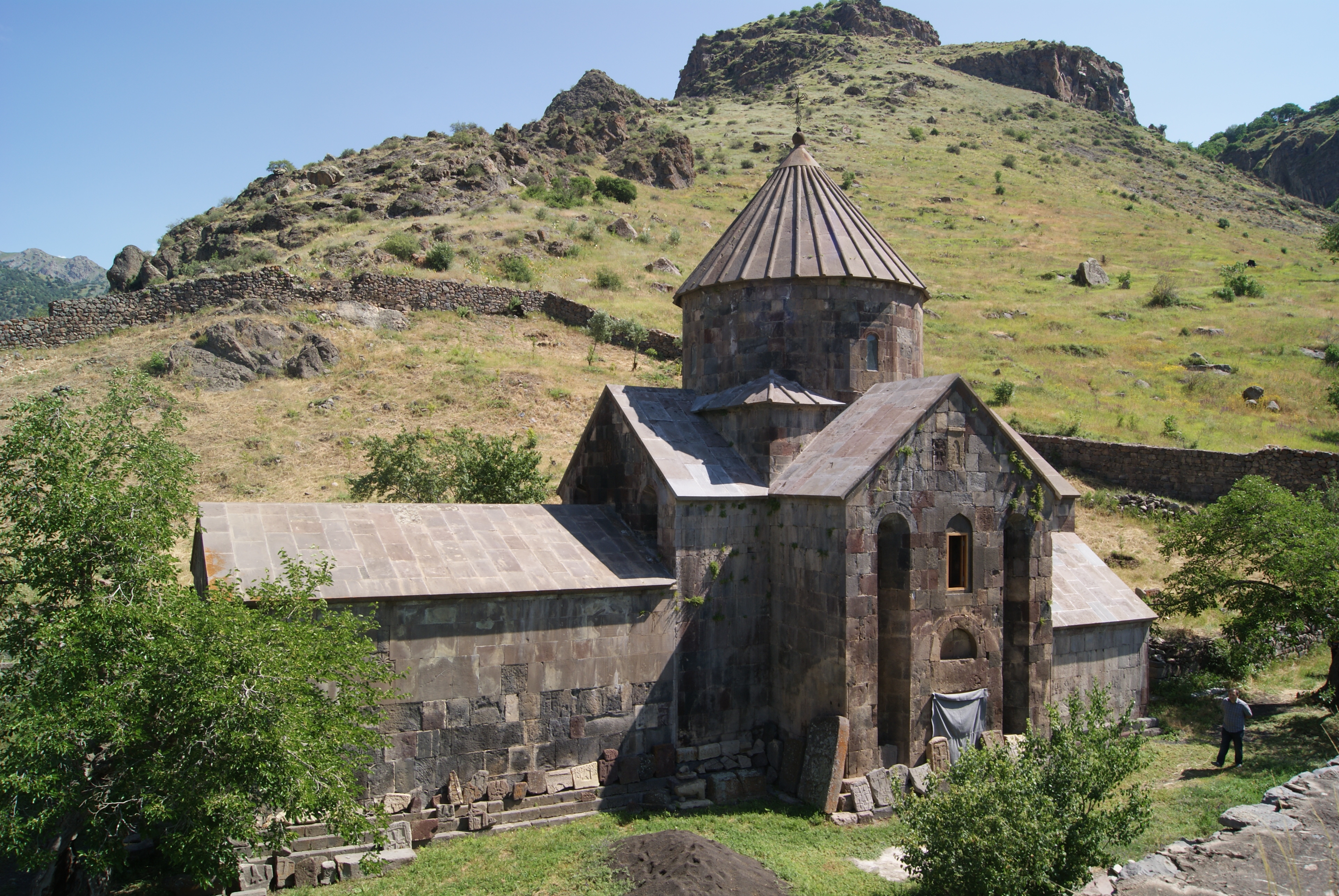
Гндеванк. Построен в 930 году принцессой Софи (Арцруни[Комм 6]) — супругой князя Саака
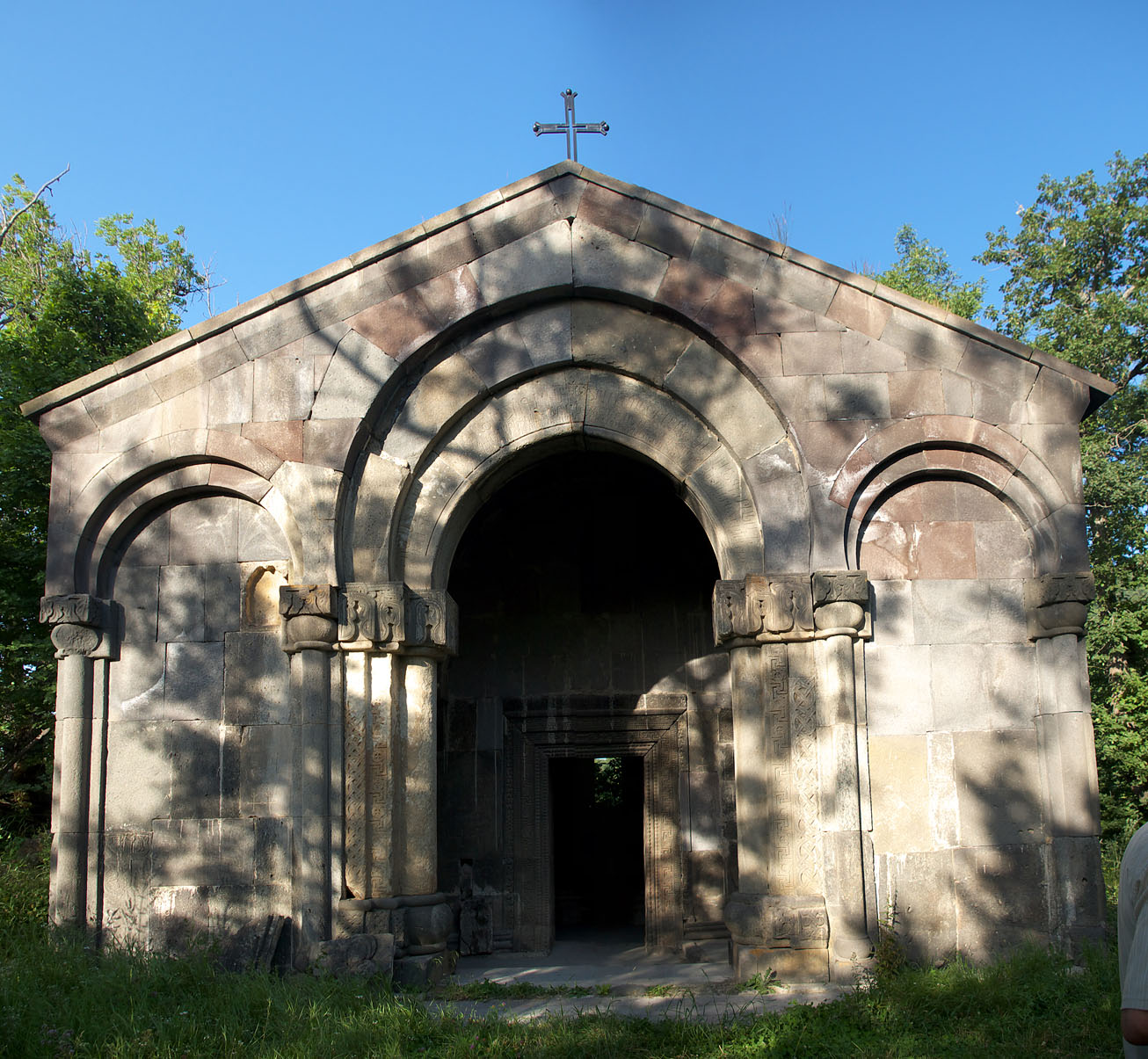
Бхено Нораванк, 1062 г.
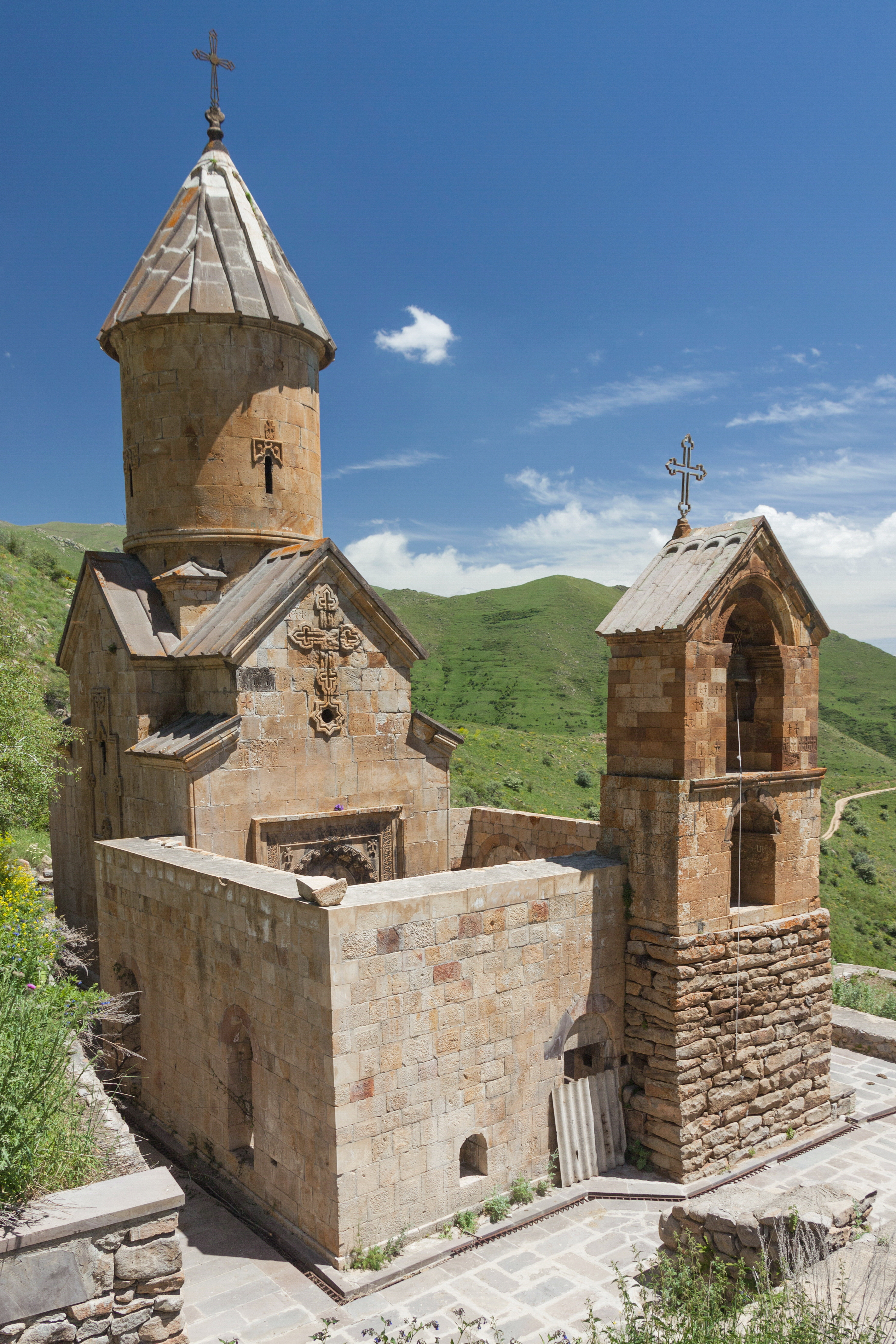
Спитакавор, 1320—1330-гг.
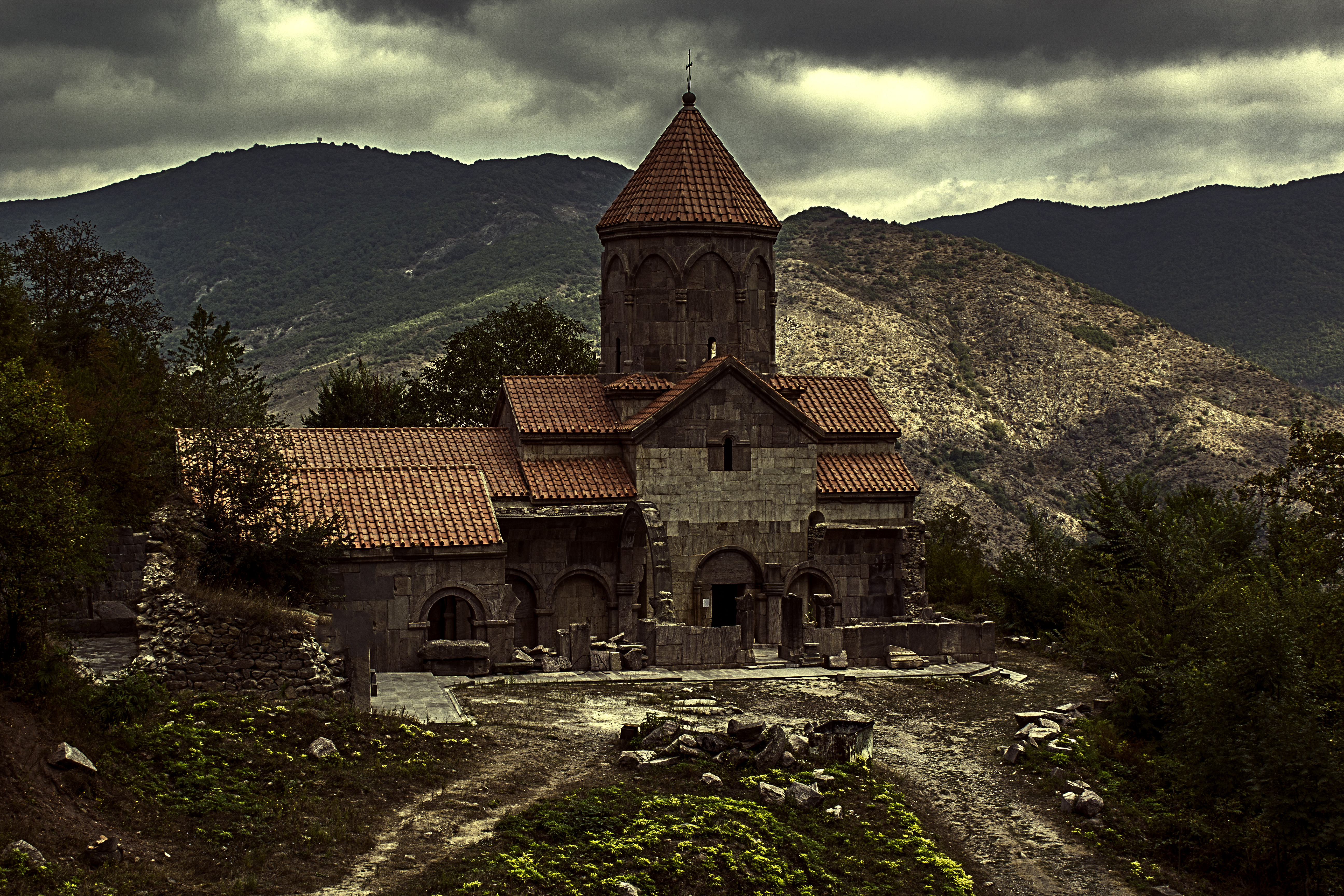
Ваганаванк, X—XI вв.
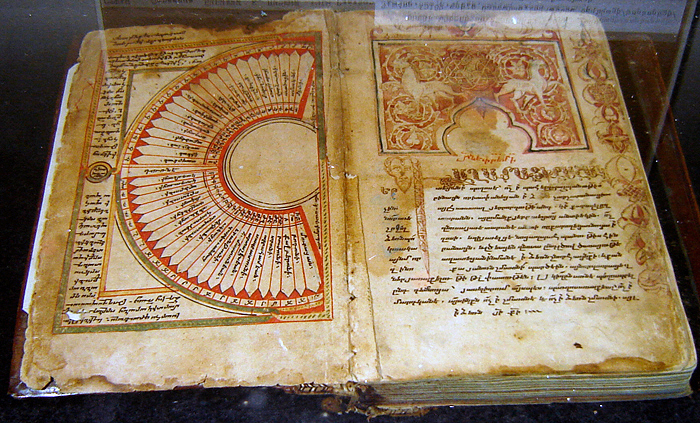
Армянский манускрипт XIII века
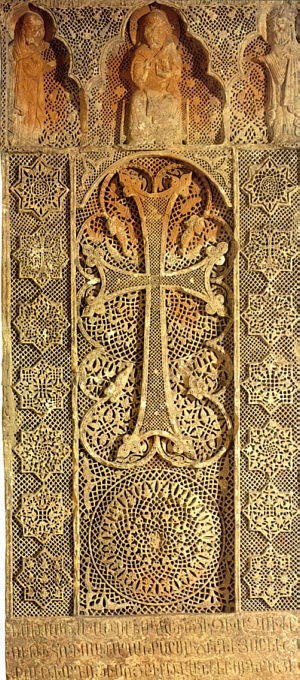
Хачкар армянского архитектора Момика, 1306 год
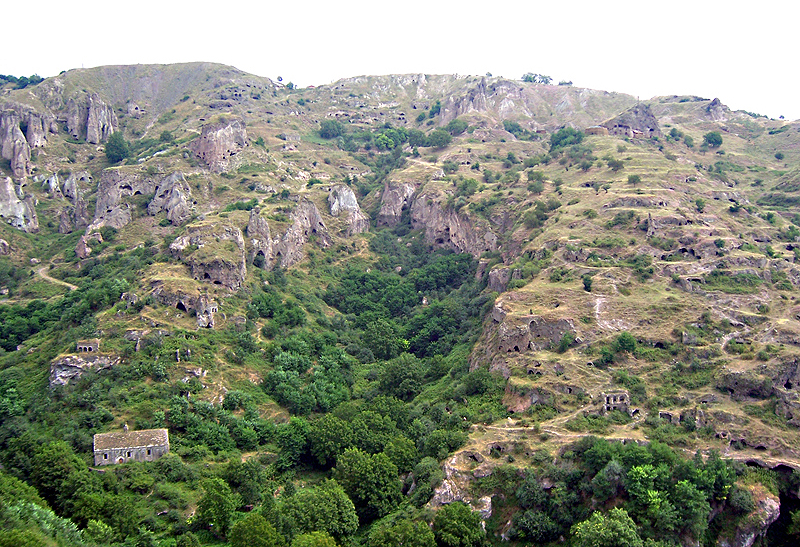
Пещерный город с руинами церквей в районе Хндзореска
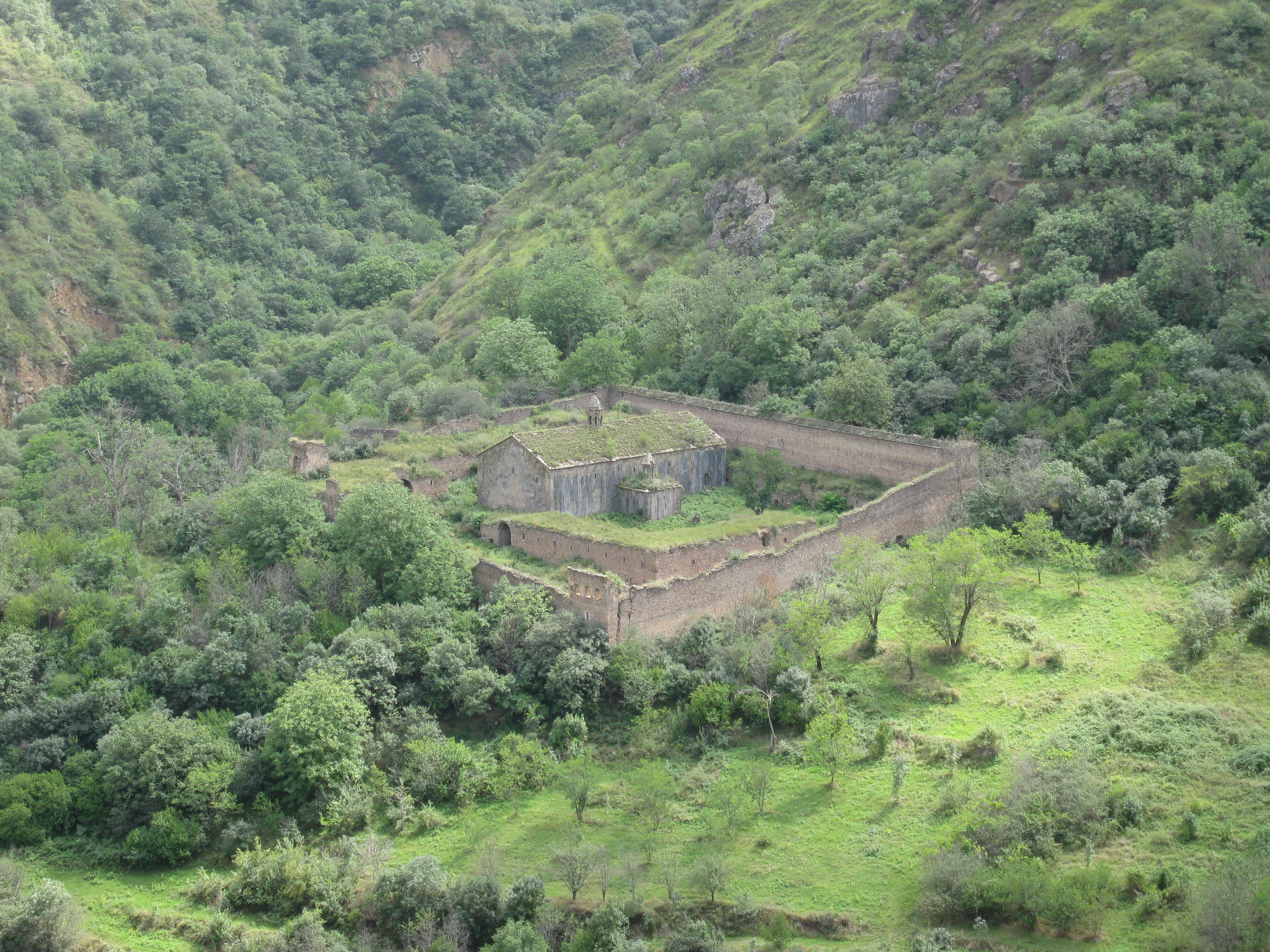
Татевская пустынь, XVII—XVIII вв.

## Известные уроженцы

### Античность
- Вагинак Сюни — государственный и военный деятель Великой Армении начала IV века
- Андовк Сюни — государственный и военный деятель Великой Армении середины IV века
- Парандзем — принцесса Армении, супруга Аршака II (350—368)
- Иовсеп Вайоцдзорци — католикос Армении 440—454 гг.
- Васак Сюни (V век) — государственный деятель, правитель (марзпан) Армении в 442—451 гг.

### Средневековье

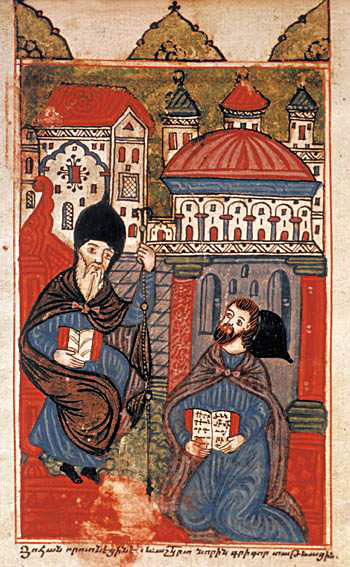
Ован Воротнеци — выдающийся армянский философ и педагог XIV века

- Степанос Сюнеци (V век) — гимнограф
- Петрос Сюнеци (VI век) — книжник, историк
- Степанос Сюнеци (VII—VIII века) — грамматик, поэт
- Саакдухт (VIII век) — поэтесса
- Маштоц I Егивардеци — католикос Армении 897—898
- Ваган I Сюнеци — католикос Армении 968—969
- Месроп Вайоцдзореци (X век) — церковный писатель
- Григор Тутеорти (XII—XIII века) — церковный деятель
- Степанос Орбелян (XIII век) — историк
- Момик (XIII—XIV века) — архитектор
- Ован Воротнеци (XIV век) — философ, педагог
- Аракел Сюнеци (XIV—XV века) — поэт, философ

### Новое время
- Мовсес III Татеваци (Сюнеци) — католикос Армении в 1629—1632 годы.
- Еремия Меграци (XVII век) — лингвист.
- Исраэль Ори — деятель национально-освободительного движения, 1690-е — 1711 годы.
- Давид-Бек — лидер национально-освободительного движения в Сюнике в 1720-е годы.
- Петрос Капанци —  поэт XVIII века.

## Комментарии
1. ↑  Языком правительства и суда Великой Армении в период правления Арташеса I был имперский арамейский, тогда как языком общения являлся армянский
2. ↑  Ещё в 903 году здесь, на побережье Севана, брат Смбата I спарапет Шапух строит церковь Ваневан, назначив свою сестру Мариам управителем места.
3. ↑  Об этом сообщает также надпись супруги Шаандухт 1086 года на Ваанаванке:«Ի: ՇԼԵ: (1086) ԹՎԱԿԱՆԻՆ, ԵՍ՝ ՇԱՀԱՆԴՈՒԽՏ ԴՈՒՍՏՐ ՍԵԻԱԴԱ(Յ)Ի ԱՂՎԱՆԻՑ ԹԱԳԱԻՈՐԻ ԵԻ ԱՄՈՒՍԻՆ ԳՐԻԳՈՐ ԹԱԳԱԻՈՐԻ՝ ՈՐԴԻՈՅ ԱՇՈՏԿԱ, ՎԱՍՆ ՈՉ ԳՈԼՈՅ ՄԵՐ Ի ՄԻԱՍԻՆ ԺԱՌԱՆԳ (Ը)ՍՏ ՄԱՐՄՆՈ…»  См.: Свод армянских надписей, пр. II, 1960, с. 138 (арм.)
4. ↑  Местечко с таким названием существовало в центральной части провинции. См.: Thomas F. Mathews, Avedis Krikor Sanjian. Armenian gospel iconography: the tradition of the Glajor Gospel. — Dumbarton Oaks, 1991. — С. 19.
5. ↑  Рукоположён в митрополиты Сюника рукою католикоса армянского Константина II Пронагорц в 1287 году, о чём сообщает сам историк в своём труде «История области Сисакан».
6. ↑  Сестра царя Васпуракана Гагика Арцруни. См. Степанос Орбелян. История области Сисакан (арм.). — Ереван, 1986. — С. 183.

## Исторические источники
- Степанос Орбелян. История Сюника (арм.). — Ереван: Советакан грох, 1986.
- Егишэ. О Вардане и войне армянской / Перевод с древнеармянского акад. И. А. Орбели, подготовка к изданию, предисловие и примечания К. Н. Юзбашяна. — Ереван: АН Арм. ССР,. — Т. 1971.
- Ованес Драсханакертци. История Армении / Перевод с древнеармянского М. О. Дарбинян-Меликян. — Ереван, 1984.
- Мхитар Айриванеци. История святого митрополита Степаноса Сюникского